# بريطانيا العظمى في الألعاب البارالمبية الصيفية 2024
شاركت بريطانيا العظمى في دورة الألعاب البارالمبية الصيفية 2024 بالعاصمة الفرنسية باريس، خلال الفترة من 28 أغسطس إلى 8 سبتمبر 2024. تُعد هذه المشاركة المشاركة السابع عشرة على التوالي لبريطانيا في دورات الألعاب البارالمبية الصيفية، مُنذ أول مشاركة سنة 1960.
يتكون الفريق البريطاني من رياضيين من كافة مناطق بريطانيا العظمى بما في ذلك أيرلندا الشمالية (سكان أيرلندا الشمالية لهم الحق في التقديم للحصول على الجنسية الأيرلندية ‏، كما لهم الحق في الاختيار بين تمثيل بريطانيا أو تمثيل آيرلندا في الألعاب البارالمبية). إضافة لما سبق، يُشارك الرياضيون من دول أقاليم ما وراء البحار البريطانية بشكل منفصل عن بريطانيا في هذه المنافسات. احتفت وسائل الإعلام البريطانية باليوم الرابع من الألعاب، بعدما حصد الرياضيين البريطانيين 18 ميدالية، 12 منها ذهبية، وأطلقت على ذلك اليوم اسم "الأحد الممتاز".

## الميداليات
فيما يلي قائمة المتوجين بميداليات من الفريق البريطاني ضمن هذه الألعاب.
| الميدالية | الرياضي(ة) | الرياضة                         | المسابقة                                       | تاريخ التتويج |
| --------- | --- | ------------------------------- | ---------------------------------------------- | ------------- |
| ذهبية     | تالي كيرني | السباحة                         | سباق 200 متر سباحة حرة للنساء إس 5             | 29 أغسطس      |
| ذهبية     | بوبي ماسكيل | السباحة                         | سباق 100 متر سباحة فراشة للنساء إس 14          | 29 أغسطس      |
| ذهبية     | جاكو فان غاس | سباق الدراجات                   | سباق المطاردة الفردية للرجال سي 3 ‏             | 30 أغسطس      |
| ذهبية     | إليزابيث جوردان المُرشدة: دانييل خان | سباق الدراجات                   | سباق المطاردة للنساء بي                        | 30 أغسطس      |
| ذهبية     | تالي كيرني | السباحة                         | سباق 100 متر سباحة حرة للنساء إس 5             | 30 أغسطس      |
| ذهبية     | مايزي سامرز-نيوتن | السباحة                         | سباق 200 متر سباحة متنوعة فردي للنساء إس إم 6  | 30 أغسطس      |
| ذهبية     | ستيفن كليغ | السباحة                         | سباق 100 متر سباحة على الظهر للرجال إس 12      | 31 أغسطس      |
| ذهبية     | وليام إيلارد | السباحة                         | سباق 200 متر سباحة حرة للرجال إس 14            | 31 أغسطس      |
| ذهبية     | أليس تاي | السباحة                         | سباق 100 متر سباحة على الظهر للنساء إس 8       | 31 أغسطس      |
| ذهبية     | إيمي ترودسديل | التايكوندو                      | النساء +65 كيلوغرام ‏                           | 31 أغسطس      |
| ذهبية     | مات بوش | التايكوندو                      | الرجال +80 كيلوغرام ‏                           | 31 أغسطس      |
| ذهبية     | بنجامين بريتشارد | التجديف                         | بي آر 1 الرجال فردي مجاديف                     | 1 سبتمبر      |
| ذهبية     | لورين رولز غريغ ستيفنسن | التجديف                         | بي آر 2 مختلط مزدوج مجاديف                     | 1 سبتمبر      |
| ذهبية     | فرانتشيسكا ألين غيدرا راكاوسكايتا جوش أوبراين إد فولر إيرين كينيدي | التجديف                         | بي آر 3 مختلط رباعي بقائد                      | 1 سبتمبر      |
| ذهبية     | جيمس بول المُرشد: ستيفان لويد | سباق الدراجات                   | سباق ضد الساعة للرجال بي ‏                      | 1 سبتمبر      |
| ذهبية     | صوفي أونوين المُرشدة: جيني هول | سباق الدراجات                   | مطاردة للنساء بي ‏                              | 1 سبتمبر      |
| ذهبية     | كادينا كوكس جاكو فان غاس جودي كاندي | سباق الدراجات                   | سبرنت فرق مختلط سي 1-5 ‏                        | 1 سبتمبر      |
| ذهبية     | مايزي سامرز-نيوتن | السباحة                         | سباق 100 متر سباحة على الصدر للنساء إس بي 6    | 1 سبتمبر      |
| ذهبية     | بروك ويستون | السباحة                         | سباق 200 متر سباحة متنوعة فردي للنساء إس إم 8  | 1 سبتمبر      |
| ذهبية     | هانا كوكروفت | ألعاب القوى                     | سباق 100 متر للنساء تي 34 ‏                     | 1 سبتمبر      |
| ذهبية     | غريس هارفي | السباحة                         | سباق 100 متر سباحة على الصدر للنساء إس بي 5    | 1 سبتمبر      |
| ذهبية     | سابرينا فورتشن | ألعاب القوى                     | دفع الجلة للنساء إف 20                         | 1 سبتمبر      |
| ذهبية     | وليام إيلارد ريس داربي بوبي ماسكيل أوليفيا نيومان-بارونيوس | السباحة                         | تتابع 4×100 متر سباحة حرة مختلط إس 14          | 1 سبتمبر      |
| ذهبية     | ديف إليس Guide: Luke Pollard | الترايثلون البارالمبي ‏          | الرجال بي تي في آي ‏                            | 2 سبتمبر      |
| ذهبية     | ميغان ريختر | الترايثلون البارالمبي ‏          | النساء بي تي إس 4 ‏                             | 2 سبتمبر      |
| ذهبية     | ستيفن ماكغواير | البوتشا                         | الرجال فردي بي سي 4                            | 2 سبتمبر      |
| ذهبية     | إيلي تشاليس | السباحة                         | سباق 50 متر سباحة على الصدر للنساء إس 3        | 2 سبتمبر      |
| ذهبية     | لويز فيدز | السباحة                         | سباق 100 متر سباحة على الصدر للنساء إس بي 14   | 2 سبتمبر      |
| ذهبية     | جودي غرينهام ناثان ماكوين | الرماية بالسهام ‏                | فرق مختلط مركب مفتوح ‏                          | 2 سبتمبر      |
| ذهبية     | فاي روجرز | السباحة                         | سباق 100 متر سباحة فراشة للنساء إس 10          | 3 سبتمبر      |
| ذهبية     | سارة ستوري | سباق الدراجات                   | سباق ضد الساعة للنساء سي 5 ‏                    | 4 سبتمبر      |
| ذهبية     | ديميتري كوتيا | المبارزة على الكراسي            | سيف الشيش للرجال بي                            | 4 سبتمبر      |
| ذهبية     | سامي كينغهورن | ألعاب القوى                     | سباق 100 متر للنساء تي 53 ‏                     | 4 سبتمبر      |
| ذهبية     | ريبيكا ردفيرن | السباحة                         | سباق 100 متر سباحة على الصدر للنساء إس بي 13   | 5 سبتمبر      |
| ذهبية     | أليس تاي | السباحة                         | سباق 50 متر سباحة حرة للنساء إس 8              | 5 سبتمبر      |
| ذهبية     | دان بيمبروك | ألعاب القوى                     | رمي الرمح للرجال إف 13 ‏                        | 5 سبتمبر      |
| ذهبية     | بن ساندي لاندز | ألعاب القوى                     | سباق 1500 متر للرجال تي 20                     | 6 سبتمبر      |
| ذهبية     | سارة ستوري | سباق الدراجات                   | سباق الطريق للنساء سي 4-5 ‏                     | 6 سبتمبر      |
| ذهبية     | صوفي أونوين المُرشدة: جيني هول | سباق الدراجات                   | سباق الطريق للنساء بي ‏                         | 6 سبتمبر      |
| ذهبية     | ألفي هيويت غوردون ريد | كرة المضرب على الكراسي المتحركة | زوجي الرجال ‏                                   | 6 سبتمبر      |
| ذهبية     | بوبي ماسكيل | السباحة                         | سباق 100 متر سباحة على الظهر للنساء إس 14      | 6 سبتمبر      |
| ذهبية     | ديميتري كوتيا | المبارزة على الكراسي            | السيف للرجال بي                                | 6 سبتمبر      |
| ذهبية     | فينلي غراهام | سباق الدراجات                   | سباق الطريق للرجال سي 1-3 ‏                     | 7 سبتمبر      |
| ذهبية     | إيما ويغز | البارا كانو ‏                    | النساء في إل 2                                 | 7 سبتمبر      |
| ذهبية     | شارلوت هينشو | البارا كانو ‏                    | النساء في إل 3                                 | 7 سبتمبر      |
| ذهبية     | ستيفن كليغ | السباحة                         | سباق 100 متر سباحة فراشة للرجال إس 12          | 7 سبتمبر      |
| ذهبية     | هانا كوكروفت | ألعاب القوى                     | سباق 800 متر للنساء تي 34                      | 7 سبتمبر      |
| ذهبية     | شارلوت هينشو | البارا كانو ‏                    | النساء كي إل 2                                 | 8 سبتمبر      |
| ذهبية     | لورا شوغار | البارا كانو ‏                    | النساء كي إل 3                                 | 8 سبتمبر      |
| فضية      | دافني شراغر | سباق الدراجات                   | سباق المطاردة الفردية للنساء سي 1-3 ‏           | 29 أغسطس      |
| فضية      | ستيفن بيت المُرشد: كريستوفر لاثام | سباق الدراجات                   | مطاردة للرجال بي ‏                              | 29 أغسطس      |
| فضية      | وليام إيلارد | السباحة                         | سباق 100 متر سباحة فراشة للرجال إس 14          | 29 أغسطس      |
| فضية      | بلين هانت | سباق الدراجات                   | سباق ضد الساعة للرجال سي 4-5                   | 30 أغسطس      |
| فضية      | فينلي غراهام | سباق الدراجات                   | سباق المطاردة الفردية للرجال سي 3 ‏             | 30 أغسطس      |
| فضية      | بروك ويستون | السباحة                         | سباق 100 متر سباحة على الصدر للنساء إس بي 8    | 30 أغسطس      |
| فضية      | آرتشي أتكينسون | سباق الدراجات                   | سباق المطاردة الفردية للرجال سي 4 ‏             | 31 أغسطس      |
| فضية      | بوبي ماسكيل | السباحة                         | سباق 200 متر سباحة حرة للنساء إس 14            | 31 أغسطس      |
| فضية      | سام موراي آني كاديك | التجديف                         | بي آر 3 مختلط مزدوج مجاديف                     | 1 سبتمبر      |
| فضية      | نيل فاتشي المُرشد: مات روترهام | سباق الدراجات                   | سباق ضد الساعة للرجال بي ‏                      | 1 سبتمبر      |
| فضية      | سامانثا كينغهورن | ألعاب القوى                     | سباق 800 متر للنساء تي 53                      | 1 سبتمبر      |
| فضية      | كاري أديغان | ألعاب القوى                     | سباق 100 متر للنساء تي 34                      | 1 سبتمبر      |
| فضية      | دانييل بيثيل | الريشة الطائرة                  | فردي الرجال إس إل 3 ‏                           | 2 سبتمبر      |
| فضية      | كلير كاشمور | الترايثلون البارالمبي ‏          | النساء بي تي إس 5 ‏                             | 2 سبتمبر      |
| فضية      | كريستن كومبز | الريشة الطائرة                  | فردي الرجال إس إتش 6 ‏                          | 2 سبتمبر      |
| فضية      | سامانثا كينغهورن | ألعاب القوى                     | سباق 1500 متر للنساء تي 53                     | 3 سبتمبر      |
| فضية      | كالي-آن وارينغتون | السباحة                         | سباق 100 متر سباحة فراشة للنساء إس 10          | 3 سبتمبر      |
| فضية      | بيرس غيليفر | المبارزة على الكراسي            | صابر الرجال إيه                                | 3 سبتمبر      |
| فضية      | فرانسيس براون | سباق الدراجات                   | سباق ضد الساعة للنساء سي 1-3 ‏                  | 4 سبتمبر      |
| فضية      | صوفي أونوين المُرشدة: جيني هول | سباق الدراجات                   | سباق ضد الساعة للنساء بي ‏                      | 4 سبتمبر      |
| فضية      | ريس داربي | السباحة                         | سباق 200 متر سباحة متنوعة فردي للرجال إس إم 14 | 4 سبتمبر      |
| فضية      | بوبي ماسكيل | السباحة                         | سباق 200 متر سباحة متنوعة فردي للنساء إس إم 14 | 4 سبتمبر      |
| فضية      | آندي لابثورن غريغ سليد | كرة المضرب على الكراسي المتحركة | زوجي الكوادز ‏                                  | 4 سبتمبر      |
| فضية      | زوي نيوسون | رفع الأثقال                     | النساء حتى 45 كيلوغرام                         | 4 سبتمبر      |
| فضية      | أليس تاي | السباحة                         | سباق 400 متر سباحة حرة للنساء إس 8             | 4 سبتمبر      |
| فضية      | أيونا وينيفريث | السباحة                         | سباق 100 متر سباحة على الصدر للنساء إس بي 7    | 5 سبتمبر      |
| فضية      | سامانثا كينغهورن | ألعاب القوى                     | سباق 400 متر للنساء تي 53                      | 5 سبتمبر      |
| فضية      | مارك سوان | رفع الأثقال                     | الرجال حتى 65 كيلوغرام                         | 5 سبتمبر      |
| فضية      | أوليفر لام-واتسون بيرس غيليفر ديميتري كوتيا | المبارزة على الكراسي            | سيف الشيش لفرق الرجال                          | 5 سبتمبر      |
| فضية      | ماركوس بيرينو-دايلي | ألعاب القوى                     | رجال 100 متر تي 52                             | 6 سبتمبر      |
| فضية      | روب ديفيز | تنس الطاولة                     | فردي الرجال إم إس 1                            | 6 سبتمبر      |
| فضية      | ويل بايلي | تنس الطاولة                     | فردي الرجال إم إس 7                            | 6 سبتمبر      |
| فضية      | زاك شو جوني بيكوك علي سميث سامي كينغهورن | ألعاب القوى                     | تتابع 4×100 متر مختلط                          | 6 سبتمبر      |
| فضية      | بيرز غيليفر | المبارزة على الكراسي            | سيف الرجال إيه                                 | 6 سبتمبر      |
| فضية      | ديفيد فيليبسون | البارا كانو ‏                    | الرجال كي إل 2                                 | 7 سبتمبر      |
| فضية      | هوب غوردون | البارا كانو ‏                    | النساء في إل 3                                 | 7 سبتمبر      |
| فضية      | جورجيا ويلسون | الفروسية                        | اختبار فردي حر الدرجة الثانية                  | 7 سبتمبر      |
| فضية      | دانييل باول | الجودو                          | الرجال -90 كيلوغرام جي 1                       | 7 سبتمبر      |
| فضية      | ألفي هيويت | كرة المضرب على الكراسي المتحركة | فردي الرجال ‏                                   | 7 سبتمبر      |
| فضية      | كاري أديغان | ألعاب القوى                     | سباق 800 متر للنساء تي 34                      | 7 سبتمبر      |
| فضية      | أليد ديفيز | ألعاب القوى                     | دفع الجلة للرجال إف 63                         | 7 سبتمبر      |
| فضية      | منتخب بريطانيا العظمى لكرة السلة على الكراسي المتحركة للرجال عبدي جاما جيم بالمر سيمون براون كايل مارش غريغ ووربورتون\|هاري براون\|فيل براث بين فوكس بيتر كيوزاك لي فراير لي مانينغ تيري بايواتر | كرة السلة على الكراسي المتحركة  | بطولة الرجال ‏                                  | 7 سبتمبر      |
| فضية      | إيما ويغز | البارا كانو ‏                    | النساء كي إل 2                                 | 8 سبتمبر      |
| فضية      | جاك أيرز | البارا كانو ‏                    | الرجال في إل 3                                 | 8 سبتمبر      |
| برونزية   | فيليسيتي بيكارد بلاي تومي | تنس الطاولة                     | زوجي النساء دبليو دي 14 ‏                       | 29 أغسطس      |
| برونزية   | ماثيو روبرتسون | سباق الدراجات                   | سباق المطاردة الفردية للرجال سي 2 ‏             | 30 أغسطس      |
| برونزية   | صوفي أونوين المُرشدة: جيني هول | سباق الدراجات                   | مطاردة للنساء بي ‏                              | 30 أغسطس      |
| برونزية   | بول كارابارداك بيلي شيلتون | تنس الطاولة                     | زوجي الرجال إم دي 14 ‏                          | 31 أغسطس      |
| برونزية   | لويز فيدز | السباحة                         | سباق 200 متر سباحة حرة للنساء إس 14            | 31 أغسطس      |
| برونزية   | زاك شو | ألعاب القوى                     | سباق 100 متر للرجال تي 12                      | 31 أغسطس      |
| برونزية   | جودي غرينهام | الرماية بالسهام ‏                | النساء فردي مركب مفتوح ‏                        | 31 أغسطس      |
| برونزية   | لورا فاتشي المُرشدة: كورين هال | سباق الدراجات                   | مطاردة للنساء بي ‏                              | 1 سبتمبر      |
| برونزية   | أليس تاي | السباحة                         | سباق 200 متر سباحة متنوعة فردي للنساء إس إم 8  | 1 سبتمبر      |
| برونزية   | لورين ستيدمان | الترايثلون البارالمبي ‏          | النساء بي تي إس 5 ‏                             | 2 سبتمبر      |
| برونزية   | هانا مور | الترايثلون البارالمبي ‏          | النساء بي تي إس 4 ‏                             | 2 سبتمبر      |
| برونزية   | ناتاشا بايكر | الفروسية                        | اختبار البطولة الفردي الدرجة الثالثة           | 3 سبتمبر      |
| برونزية   | جورجيا ويلسون | الفروسية                        | اختبار البطولة الفردي الدرجة الثانية           | 3 سبتمبر      |
| برونزية   | تيم جيفري | الرماية                         | آر 9 - بندقية 50 متر انبطاح إس إتش 2           | 4 سبتمبر      |
| برونزية   | صوفي ويلز | الفروسية                        | المسابقة الفردية الدرجة الخامسة                | 4 سبتمبر      |
| برونزية   | لورا فاتشي المُرشدة: كورين هال | سباق الدراجات                   | سباق ضد الساعة للنساء بي ‏                      | 4 سبتمبر      |
| برونزية   | آنا نيكولسون | ألعاب القوى                     | دفع الجلة للنساء إف 35                         | 5 سبتمبر      |
| برونزية   | بلاي تومي | تنس الطاولة                     | فردي النساء دبليو إس 7                         | 5 سبتمبر      |
| برونزية   | أوليفيا بروم | رفع الأثقال                     | النساء حتى 50 كيلوغرام                         | 5 سبتمبر      |
| برونزية   | لورا فاتشي المُرشدة: كورين هال | سباق الدراجات                   | سباق الطريق للنساء بي ‏                         | 6 سبتمبر      |
| برونزية   | مايزي سامرز-نيوتن | السباحة                         | سباق 400 متر سباحة حرة للنساء إس 6             | 6 سبتمبر      |
| برونزية   | مارك تومبسيت | السباحة                         | سباق 100 متر سباحة على الظهر للرجال إس 14      | 6 سبتمبر      |
| برونزية   | أوليفيا نيومان-بارونيوس | السباحة                         | سباق 100 متر سباحة على الظهر للنساء إس 14      | 6 سبتمبر      |
| برونزية   | هولي أرنولد | ألعاب القوى                     | رمي الرمح للنساء إف 46 ‏                        | 6 سبتمبر      |
| برونزية   | صوفي ويلز | الفروسية                        | اختبار فردي حر الدرجة الخامسة                  | 7 سبتمبر      |
| برونزية   | ماري دوروارد-أخورست | الفروسية                        | اختبار فردي حر الدرجة الأولى                   | 7 سبتمبر      |
| برونزية   | ناتاشا بايكر | الفروسية                        | اختبار فردي حر الدرجة الثالثة                  | 7 سبتمبر      |
| برونزية   | أليس تاي | السباحة                         | سباق 200 متر سباحة فراشة للنساء إس 8           | 7 سبتمبر      |
| برونزية   | أوليفر لام-واتسون بييرس جيليفر ديميتري كوتيا | المبارزة على الكراسي            | السيف لفرق للرجال                              | 7 سبتمبر      |
| برونزية   | كريس سكيلي | الجودو                          | الرجال +90 كيلوغرام جي 2                       | 7 سبتمبر      |
| برونزية   | نديديكاما أوكوه | ألعاب القوى                     | سباق 100 متر للنساء تي 63                      | 7 سبتمبر      |

| الميداليات حسب الرياضة          | الميداليات حسب الرياضة | الميداليات حسب الرياضة | الميداليات حسب الرياضة | الميداليات حسب الرياضة |
| ------------------------------- | ---------------------- | ---------------------- | ---------------------- | ---------------------- |
| الرياضة                         |                        |                        |                        | المجموع                |
| السباحة                         | 18                     | 8                      | 6                      | 32                     |
| سباق الدراجات                   | 9                      | 8                      | 5                      | 22                     |
| ألعاب القوى                     | 6                      | 8                      | 4                      | 18                     |
| البارا كانو                     | 4                      | 4                      | 0                      | 8                      |
| التجذيف                         | 3                      | 1                      | 0                      | 4                      |
| المبارزة على الكراسي            | 2                      | 3                      | 1                      | 6                      |
| الترياثلون                      | 2                      | 1                      | 2                      | 5                      |
| التايكوندو                      | 2                      | 0                      | 0                      | 2                      |
| كرة المضرب على الكراسي المتحركة | 1                      | 2                      | 0                      | 3                      |
| النبالة                         | 1                      | 0                      | 1                      | 2                      |
| البوتشيا                        | 1                      | 0                      | 0                      | 1                      |
| تنس الطاولة                     | 0                      | 2                      | 3                      | 5                      |
| رفع الأثقال                     | 0                      | 2                      | 1                      | 3                      |
| البادمنتون                      | 0                      | 2                      | 0                      | 2                      |
| الفروسية                        | 0                      | 1                      | 6                      | 7                      |
| الجودو                          | 0                      | 1                      | 1                      | 2                      |
| كرة السلة على الكراسي المتحركة  | 0                      | 1                      | 0                      | 1                      |
| الرماية                         | 0                      | 0                      | 1                      | 1                      |
| المجموع                         | 49                     | 44                     | 31                     | 124                    |

| الميداليات حسب التاريخ | الميداليات حسب التاريخ | الميداليات حسب التاريخ | الميداليات حسب التاريخ | الميداليات حسب التاريخ | الميداليات حسب التاريخ |
| ---------------------- | ---------------------- | ---------------------- | ---------------------- | ---------------------- | ---------------------- |
| اليوم                  | التاريخ                |                        |                        |                        | المجموع                |
| 1                      | 29 أغسطس               | 2                      | 3                      | 1                      | 6                      |
| 2                      | 30 أغسطس               | 4                      | 3                      | 2                      | 9                      |
| 3                      | 31 أغسطس               | 5                      | 2                      | 4                      | 11                     |
| 4                      | 01 سبتمبر              | 12                     | 4                      | 2                      | 18                     |
| 5                      | 02 سبتمبر              | 6                      | 3                      | 2                      | 11                     |
| 6                      | 03 سبتمبر              | 1                      | 3                      | 2                      | 6                      |
| 7                      | 04 سبتمبر              | 3                      | 7                      | 3                      | 13                     |
| 8                      | 05 سبتمبر              | 3                      | 4                      | 3                      | 10                     |
| 9                      | 06 سبتمبر              | 6                      | 5                      | 5                      | 16                     |
| 10                     | 07 سبتمبر              | 5                      | 8                      | 7                      | 20                     |
| 11                     | 08 سبتمبر              | 2                      | 2                      | 0                      | 4                      |
| المجموع                | المجموع                | 49                     | 44                     | 31                     | 124                    |

| الميداليات حسب الجنس(القائمة الكاملة للدورة)\| | الميداليات حسب الجنس(القائمة الكاملة للدورة)\| | الميداليات حسب الجنس(القائمة الكاملة للدورة)\| | الميداليات حسب الجنس(القائمة الكاملة للدورة)\| | الميداليات حسب الجنس(القائمة الكاملة للدورة)\| | الميداليات حسب الجنس(القائمة الكاملة للدورة)\| |
| ---------------------------------------------- | ---------------------------------------------- | ---------------------------------------------- | ---------------------------------------------- | ---------------------------------------------- | ---------------------------------------------- |
| الجنس                                          |                                                |                                                |                                                | المجموع                                        | النسبة المئوية                                 |
| النساء                                         | 29                                             | 19                                             | 24                                             | 72                                             | 58.06%                                         |
| الرجال                                         | 15                                             | 23                                             | 7                                              | 45                                             | 36.29%                                         |
| الزوجي المختلط                                 | 5                                              | 2                                              | 0                                              | 7                                              | 5.65%                                          |
| المجموع                                        | 49                                             | 44                                             | 31                                             | 124                                            | 100%                                           |

### المتوجين بعدة ميداليات
| المتوجين بعدة ميداليات  | المتوجين بعدة ميداليات          | المتوجين بعدة ميداليات | المتوجين بعدة ميداليات | المتوجين بعدة ميداليات | المتوجين بعدة ميداليات | المتوجين بعدة ميداليات |
| ----------------------- | ------------------------------- | ---------------------- | ---------------------- | ---------------------- | ---------------------- | ---------------------- |
| الاسم                   | الرياضة                         | الأول                  | الثاني                 | الثالث                 | المجموع                |                        |
| بوبي ماسكيل             | السباحة                         | 3                      | 2                      | 0                      | 5                      |                        |
| أليس تاي                | السباحة                         | 2                      | 1                      | 2                      | 5                      |                        |
| ديميتري كوتيا           | المبارزة على الكراسي            | 2                      | 1                      | 1                      | 4                      |                        |
| صوفي أونوين             | سباق الدراجات                   | 2                      | 1                      | 1                      | 4                      |                        |
| وليام إيلارد            | السباحة                         | 2                      | 1                      | 0                      | 3                      |                        |
| مايزي سامرز-نيوتن       | السباحة                         | 2                      | 0                      | 1                      | 3                      |                        |
| ستيفن كليغ              | السباحة                         | 2                      | 0                      | 0                      | 2                      |                        |
| هانا كوكروفت            | ألعاب القوى                     | 2                      | 0                      | 0                      | 2                      |                        |
| شارلوت هينشو            | البارا كانو                     | 2                      | 0                      | 0                      | 2                      |                        |
| تالي كيرني              | السباحة                         | 2                      | 0                      | 0                      | 2                      |                        |
| سارة ستوري              | سباق الدراجات                   | 2                      | 0                      | 0                      | 2                      |                        |
| جاكو فان غاس            | سباق الدراجات                   | 2                      | 0                      | 0                      | 2                      |                        |
| سامي كينغهورن           | ألعاب القوى                     | 1                      | 4                      | 0                      | 5                      |                        |
| ريس داربي               | السباحة                         | 1                      | 1                      | 0                      | 2                      |                        |
| فينلي غراهام            | سباق الدراجات                   | 1                      | 1                      | 0                      | 2                      |                        |
| ألفي هيويت              | كرة المضرب على الكراسي المتحركة | 1                      | 1                      | 0                      | 2                      |                        |
| بروك ويستون             | السباحة                         | 1                      | 1                      | 0                      | 2                      |                        |
| إيما ويغز               | البارا كانو                     | 1                      | 1                      | 0                      | 2                      |                        |
| لويز فيدز               | السباحة                         | 1                      | 0                      | 1                      | 2                      |                        |
| جودي غرينهام            | النبالة                         | 1                      | 0                      | 1                      | 2                      |                        |
| أوليفيا نيومان-بارونيوس | السباحة                         | 1                      | 0                      | 1                      | 2                      |                        |
| بيرز غيليفر             | المبارزة على الكراسي            | 0                      | 3                      | 1                      | 4                      |                        |
| كاري أديغان             | ألعاب القوى                     | 0                      | 2                      | 0                      | 2                      |                        |
| أوليفر لام-واتسون       | المبارزة على الكراسي            | 0                      | 1                      | 1                      | 2                      |                        |
| زاك شو                  | السباحة                         | 0                      | 1                      | 1                      | 2                      |                        |
| جورجيا ويلسون           | الفروسية                        | 0                      | 1                      | 1                      | 2                      |                        |
| لورا فاتشي              | سباق الدراجات                   | 0                      | 0                      | 3                      | 3                      |                        |
| ناتاشا بايكر            | الفروسية                        | 0                      | 0                      | 2                      | 2                      |                        |
| بلاي تومي               | تنس الطاولة                     | 0                      | 0                      | 2                      | 2                      |                        |
| صوفي ويلز               | الفروسية                        | 0                      | 0                      | 2                      | 2                      |                        |

## المتنافسين
فيما يلي أعداد رياضيي الفريق البريطاني موزعين بحسب عددهم في كل رياضة:
| الرياضة               | الرجال | النساء | المجموع |
| --------------------- | ------ | ------ | ------- |
| النبالة               | 1      | 3      | 4       |
| ألعاب القوى           | 17     | 16     | 33      |
| الريشة الطائرة        | 3      | 1      | 4       |
| بوتشيا                | 6      | 5      | 11      |
| سباق الدراجات         | 13     | 10     | 23      |
| الفروسية              | 0      | 4      | 4       |
| الجودو                | 3      | 0      | 3       |
| الباراكانو            | 4      | 5      | 9       |
| الباراترياثلون        | 7      | 7      | 14      |
| رفع الأثقال           | 3      | 4      | 7       |
| التجديف               | 5      | 5      | 10      |
| الرماية               | 3      | 1      | 4       |
| السباحة               | 9      | 18     | 27      |
| تنس الطاولة           | 8      | 3      | 11      |
| التايكوندو            | 1      | 2      | 3       |
| كرة السلة على الكراسي | 12     | 12     | 24      |
| المسايفة على الكراسي  | 3      | 1      | 4       |
| الريكبي على الكراسي ‏  | 12     | 0      | 12      |
| التنس على الكراسي     | 6      | 2      | 8       |
| المجموع               | 116    | 99     | 215     |

جدير بالذكر أن المرشدين في ألعاب القوى والبارا ترايثلون، ومشغلي المنحدرات والمساعدين الرياضيين في لعبة البوتشيا، والمساعدين في سباق الدراجات يُحتسبون كرياضيين في دورة الألعاب البارالمبية.

## الإدارة
في 4 مارس 2020، أعلنت اللجنة البارالمبية البريطانية أن المديرة الرياضية بيني بريسكو ستكون رئيسة البعثة البارالمبية مرة أخرى، وهو المنصب الذي تولته في الألعاب البارالمبية الصيفية الثلاث السابقة. كما أنها ترأست أيضا الوفود البريطانية في الألعاب البارالمبية الشتوية 2014 و‌2018.

## النبالة
ضمنت بريطانيا العظمى المشاركة في مسابقة القوس المركب للزوجي المختلط بعد فوز فريقها في بطولة العالم البارالمبية للنبالة لسنة 2023، والتي نظمت في بلزن بجمهورية التشيك. هذا الثنائي الفائز ضمن أيضا المشاركة في منافسات الفردي للرجال والسيدات، كما تأهلت عدة رياضيات أخريات للمنافسة في مسابقة الفردي للسيدات للقوس المركب خلال بطولة أوروبا للألعاب البارالمبية 2023 في روتردام في هولندا. أُعلن عن الرياضيين البريطانيين المُشاركين في مسابقات النبالة يوم 24 يوليو 2024.
الرجال
| الرياضي       | المسابقة           | الدور الترتيبي | الدور الترتيبي | دور 32                        | دور 16                   | ربع النهائي                             | نصف النهائي   | النهائي       | النهائي |
| الرياضي       | المسابقة           | النتيجة        | المركز         | الخصم النتيجة                 | الخصم النتيجة            | الخصم النتيجة                           | الخصم النتيجة | الخصم النتيجة | المقعد  |
| ------------- | ------------------ | -------------- | -------------- | ----------------------------- | ------------------------ | --------------------------------------- | ------------- | ------------- | ------- |
| ناثان ماكوين ‏ | فردي القوس المركب ‏ | 696            | 6              | دوريتش (سلوفاكيا) · ف 142–138 | نوري (إيران) · ف 140–139 | ستوتزمان (الولايات المتحدة) · خ 142–143 | لم يتأهل      | لم يتأهل      | =5      |

السيدات
| الرياضي            | المسابقة           | الدور الترتيبي | الدور الترتيبي | دور 32                          | دور 16                                | ربع النهائي                      | نصف النهائي                    | النهائي                                     | النهائي |
| الرياضي            | المسابقة           | النتيجة        | المقعد         | الخصم النتيجة                   | الخصم النتيجة                         | الخصم النتيجة                    | الخصم النتيجة                  | الخصم النتيجة                               | الترتيب |
| ------------------ | ------------------ | -------------- | -------------- | ------------------------------- | ------------------------------------- | -------------------------------- | ------------------------------ | ------------------------------------------- | ------- |
| فيكتوريا كينغستون ‏ | فردي الفئة W1 ‏     | 608            | 6              | —                               | فيريرا دا سيلفا (البرازيل) · ف 128–77 | كيم (كوريا الجنوبية) · خ 122–128 | لم تتأهل                       | لم تتأهل                                    | =5      |
| جودي غرينهام ‏      | فردي القوس المركب ‏ | 693            | 4              | تقدم تلقائي                     | ماركيتانتوفا (بولندا) · ف 142–141     | غوغل (البرازيل) · ف 143–141      | كيور غوردي (تركيا) · خ 143–145 | باترسون باين ‏ (بريطانيا العظمى) · ف 142–141 | الثالث  |
| فيبي باترسون باين  | فردي القوس المركب ‏ | 688            | 7              | غونزابي (الإكوادور) · ف 142–141 | تانر (أستراليا) · ف 140–136           | زونيغا (تشيلي) · ف 143–138       | هيماتي (إيران) · خ 143–146     | غرينهام (بريطانيا العظمى) · خ 141–142       | 4       |

زوجي المختلط
| الرياضي                     | المسابقة           | الدور الترتيبي | الدور الترتيبي | دور 16        | ربع النهائي                | نصف النهائي              | النهائي                 | النهائي |
| الرياضي                     | المسابقة           | النتيجة        | Seed           | الخصم النتيجة | الخصم النتيجة              | الخصم النتيجة            | الخصم النتيجة           | الترتيب |
| --------------------------- | ------------------ | -------------- | -------------- | ------------- | -------------------------- | ------------------------ | ----------------------- | ------- |
| ناثان ماكوين ‏ جودي غرينهام ‏ | زوجي القوس المركب ‏ | 1389           | 2              | تقدم تلقائي   | أستراليا (AUS) · ف 150–141 | إيطاليا (ITA) · ف156–149 | إيران (IRI) · ف 155–151 | الأول   |

## ألعاب القوى
يتبين الرياضيون المشاركون في الألعاب البارالمبية بحسب النتائج المحققة في بطولة العالم 2023، وبطولة العالم 2024، أو من خلال نظام الأداء العالي، بشرط استيفائهم للمعيار الأدنى للتأهل (MES). يمكن لكل لجنة بارالمبية وطنية إدخال عدد غير محدود من الرياضيين المؤهلين في عدد غير محدود من المسابقات الفردية ضمن تصنيفهم (أو في بعض الحالات، في تصنيف أعلى إذا كان مفتوحًا للتصنيفات الأدنى)، بشرط أن يكون الرياضي قد حقق معيار الأداء الأدنى في كل مسابقة على حدة.
أعلنت اللجنة البارالمبية البريطانية عن الدفعة الأولى المكونة من 10 رياضيين للمشاركة في باريس يوم 21 يونيو. وأُعلن عن الدفعة الثانية والأخيرة المكونة من 23 رياضيًا في 25 يوليو. سيشارك كل من دان غريفز وديفيد وير في سابع بارالمبياد لهما، ويسعى غريفز لتحقيق ميداليته السابعة على التوالي.
- Q = تأهل للدور الموالي
- q = تأهل للدور الموالي كأسرع خاسر، أو من خلال المركز بالرغم من عدم تحقيق الهدف المؤهل
- DQ = لم يتأهل
- PR = رقم قياسي بارالمبي
- AR = رقم قياسي قاري
- NR = رقم قياسي وطني
- SB = أفضل رقم في الموسم
- N/A = دور غير معتمد في هذه المسابقة

مسابقات المضمار والطريق
الرجال
| الرياضي            | المسابقة         | المجموعات | المجموعات | النهائي    | النهائي  |
| الرياضي            | المسابقة         | النتيجة   | الترتيب   | النتيجة    | الترتيب  |
| ------------------ | ---------------- | --------- | --------- | ---------- | -------- |
| ناثان ماغواير      | 400 متر تي 54    | 45.47     | 1 Q       | 45.78      | 4        |
| ناثان ماغواير      | 800 متر تي 54    | 1:35.93   | 2 Q       | 1:31.09    | 4        |
| ناثان ماغواير      | 1500 متر تي 54   | 2:57.41   | 3 Q       | 2:53.76    | 5        |
| لوك ناتال          | 1500 متر تي 46   | —         | —         | 3:57.62    | 6        |
| جوني بايكوك        | 100 متر تي 64    | 10.93     | 3 Q       | 10.91      | 5        |
| ماركوس بيرينو دالي | 100 متر تي 52    | 16.87     | 2 Q       | 17.27      | الثاني   |
| بن سانديلاندز      | 1500 متر تي 20   | —         | —         | 3:45.40 WR | الأول    |
| زاك شو             | 100 متر تي 12 ‏   | 11.15     | 1 Q       | 10.94      | الثالث   |
| دانيال سيدباري     | 400 متر تي 54    | 48.05     | 6         | لم يتأهل   | لم يتأهل |
| دانيال سيدباري     | 800 متر تي 54    | DNS       | DNS       | لم يتأهل   | لم يتأهل |
| دانيال سيدباري     | 1500 متر تي 54   | 3:05.44   | 7         | لم يتأهل   | لم يتأهل |
| دانيال سيدباري     | 5000 متر تي 54   | DNF       | DNF       | لم يتأهل   | لم يتأهل |
| زاك سكينر          | 100 متر تي 13    | 10.97     | 3 Q       | 10.93      | 6        |
| آيزاك تاورز        | 800 متر تي 34    | 1:42.62   | 5 q       | 1:41.68    | 6        |
| ديفيد وير          | 1500 متر تي 54   | 3:05.35   | 6         | لم يتأهل   | لم يتأهل |
| ديفيد وير          | 5000 متر تي 54   | 11:17.91  | 1 Q       | 10:56.88   | 8        |
| ديفيد وير          | الماراثون تي 54 ‏ | —         | —         | 1.33:27    | 5        |
| توماس يونغ         | 100 متر تي 38    | —         | —         | 11.00      | 4        |

السيدات
| الرياضية         | المسابقة         | المجموعات | المجموعات | النهائي  | النهائي  |
| الرياضية         | المسابقة         | النتيجة   | الترتيب   | النتيجة  | الترتيب  |
| ---------------- | ---------------- | --------- | --------- | -------- | -------- |
| كاري آدينيغان ‏   | 100 متر تي 34 ‏   | 17.87     | 1 Q       | 17.99    | الثاني   |
| كاري آدينيغان ‏   | 800 متر تي 34    | —         | —         | 2:03.12  | الثاني   |
| فابيين أندري     | 100 متر تي 34 ‏   | 19.03     | 2 Q       | 18.86    | 5        |
| فابيين أندري     | 800 متر تي 34    | —         | —         | 2:06.86  | 4        |
| أوليفيا برين     | 100 متر تي 38    | 12.95     | 4         | لم تتأهل | لم تتأهل |
| هانا كوكروفت     | 100 متر تي 34 ‏   | 17.12     | 1 Q       | 16.80    | الأول    |
| هانا كوكروفت     | 800 متر تي 34    | —         | —         | 1:55.44  | الأول    |
| مادلين داون      | 100 متر تي 38    | 12.93     | 3 Q       | 13.02    | 8        |
| صوفي هان         | 100 متر تي 38    | 12.52     | 2 Q       | 12.88    | 6        |
| سامي كينغهورن    | 100 متر تي 53    | —         | —         | 15.64 PR | الأول    |
| سامي كينغهورن    | 400 متر تي 53    | —         | —         | 53.45    | الثاني   |
| سامي كينغهورن    | 800 متر تي 53    | —         | —         | 1:42.96  | الثاني   |
| سامي كينغهورن    | 1500 متر تي 54   | 3:34.83   | 2 Q       | 3:16.01  | الثاني   |
| ديدي أوكو ‏       | 100 متر تي 63    | 14.69     | 3 Q       | 14.59    | الثالث   |
| إيدن راينبو كوبر | 1500 متر تي 54   | 3:29.44   | 7 qR      | 3:22.09  | 7        |
| إيدن راينبو كوبر | 5000 متر تي 54   | 12:23.53  | 5 Q       | DNF      | DNF      |
| إيدن راينبو كوبر | الماراثون تي 54 ‏ | —         | —         | DNF      | DNF      |
| آلي سميث         | 400 متر تي 38    | 1:01.06   | 4 Q       | 1:00.88  | 6        |
| هانا تونتون      | 1500 متر تي 20   | —         | —         | 4:38.98  | 5        |
| ميلاني وودز      | 400 متر تي 54    | 55.47     | 3 Q       | 55.39    | 6        |
| ميلاني وودز      | 800 متر تي 54    | 1:45.81   | 3 Q       | 1:43.85  | 6        |
| ميلاني وودز      | 1500 متر تي 54   | 3:20.70   | 5 Q       | 3:23.37  | 8        |

المختلط
| الرياضي                                   | المسابقة          | المجموعات | المجموعات | النهائي | النهائي |
| الرياضي                                   | المسابقة          | النتيجة   | الترتيب   | النتيجة | الترتيب |
| ----------------------------------------- | ----------------- | --------- | --------- | ------- | ------- |
| سامي كينغهورن جوني بايكوك زاك شو علي سميث | 4 × 100 متر تتابع | 46.61     | 2 q       | 46.01   | AR      |

المسابقات الأخرى
الرجال
| الرياضي              | المسابقة            | النهائي           | النهائي |
| الرياضي              | المسابقة            | المسافة/ الارتفاع | الترتيب |
| -------------------- | ------------------- | ----------------- | ------- |
| جوناثان بروم إدواردز | القفز العلوي تي 64  | 1.89              | 5       |
| كريم تشان            | القفز الطولي تي 38  | 6.39              | 4       |
| ألد ديفيز            | رمي الجلة إف 63     | 15.10             | الثاني  |
| دان غريفز            | رمي القرص إف 64 ‏    | 53.50             | 6       |
| دان بيمبروك          | رمي الرمح إف 13 ‏    | 74.49 WR          | الأول   |
| زاك سكينر            | القفز الطولي إف 13 ‏ | 6.83              | 4       |
| هاريسون والش         | رمي القرص إف 64 ‏    | 50.44             | 7       |

السيدات
| الرياضي        | المسابقة           | النهائي           | النهائي |
| الرياضي        | المسابقة           | المسافة/ الارتفاع | الترتيب |
| -------------- | ------------------ | ----------------- | ------- |
| هولي أرنولد    | رمي الرمح إف 46    | 40.59             | الثالث  |
| أوليفيا برين   | القفز الطولي تي 38 | 4.99              | 4       |
| مادلين داون    | القفز الطولي تي 38 | 4.81              | 6       |
| سابرينا فورتشن | رمي الجلة إف 20    | 15.12 WR          | الأول   |
| آنا نيكولسن    | رمي الجلة إف 35 ‏   | 9.44              | الثالث  |
| فونمي أودوايي  | رمي القرص إف 64    | 33.32             | 8       |
| فونمي أودوايي  | رمي الجلة إف 64    | 11.27             | 5       |

## الريشة الطائرة
شاركت بريطانيا العظمى بثلاثة لاعبين في منافسات الريشة الطائرة، وقد تأهل هؤلاء الثلاثة بفضل مراكزهم الجيدة في التصنيف العالمي لاتحاد الريشة الطائرة البارالمبي. أُضيف لاعب آخر للفريق البريطاني فيما بعد، وقد تم الإعلان بشكل رسمي عن أسماء اللاعبين الأربعة في 10 يونيو 2024.
| الرياضي                 | المسابقة              | دور المجموعات                                     | دور المجموعات                                | دور المجموعات                         | دور المجموعات | ربع النهائي                                | نصف النهائي                        | النهائي / م.ب                           | النهائي / م.ب |
| الرياضي                 | المسابقة              | المنافس النتيجة                                   | المنافس النتيجة                              | المنافس النتيجة                       | الترتيب       | المنافس النتيجة                            | المنافس النتيجة                    | المنافس النتيجة                         | الترتيب       |
| ----------------------- | --------------------- | ------------------------------------------------- | -------------------------------------------- | ------------------------------------- | ------------- | ------------------------------------------ | ---------------------------------- | --------------------------------------- | ------------- |
| دانييل بيثيل            | فردي الرجال إس إل 3 ‏  | تشيز (نيوزيلندا) · ف (21–5، 21–2)                 | فوجيهارا (اليابان) · ف (21–9، 21–4)          | تشيركوف (أوكرانيا) · ف (21–5، 21–5)   | 1 Q           | —                                          | بونسون (تايلاند) · ف (21–7، 21-9)  | كومار (الهند) · خ (14–21، 21–18، 21–23) | الثاني        |
| كريستن كومبز            | فردي الرجال إس إتش 6 ‏ | تشو (هونغ كونغ) · خ (13–21، 21–19، 15–21)         | سوبهان (إندونيسيا) · ف (21–15، 17–21، 21–18) | سولايمالاي (الهند) · ف (21–12، 21–10) | 2 Q           | ميتشاي (تايلاند) · ف (21–15، 18–21، 21–11) | تشو (هونغ كونغ) · ف (21–19، 21–14) | نوكيس (فرنسا) · خ (19–21، 13–21)        | الثاني        |
| جاك شيبارد              | فردي الرجال إس إتش 6 ‏ | لين (الصين) · خ (17-21، 13-21)                    | تافاريس (البرازيل) · ف (21–19، 15–21، 21–19) | نوكيس (فرنسا) · خ (17–21، 17–21)      | 4             | لم يتأهل                                   | لم يتأهل                           | لم يتأهل                                | =7            |
| راتشيل تشونغ            | فردي النساء إس إتش 6 ‏ | فارغاس (بيرو) · ف (14–21، 21–19، 21–17)           | شميغيل (بولندا) · ف (17–21، 21–10، 21–16)    | —                                     | 1 Q           | مارلينا (إندونيسيا) · خ (7–21، 11–21)      | لم تتأهل                           | لم تتأهل                                | =5            |
| جاك شيبارد راتشيل تشونغ | زوجي مختلط إس إتش 6 ‏  | سوبهان / · مارلينا (إندونيسيا) · خ (14–21، 12–21) | لي / · لين (الصين) · خ (11–21، 7–21)         | —                                     | 3             | لم يتأهلا                                  | لم يتأهلا                          | لم يتأهلا                               | =5            |

## البوتشيا
ستُمثل بريطانيا العظمى بفريق في مسابقة الفرق المختلطة فئة بي سي 1-2 ضمن منافسات البوتشيا، وذلك بناء على تصنيف 31 ديسمبر 2023. هذا التأهل ضمن أيضا مقاعد في المسابقات الفردية لأعضاء الفريق الثلاثة. بعد فوزهما بالميدالية الذهبية في بطولة التأهل البارالمبية التي أقيمت في قلمرية في البرتغال، ضمن الثنائي ويل أرنوت وسالي كيدسون المنافسة في مسابقة فئة بي سي 3 كثنائي، وهذا التأهل ضمن للرياضيين أيضا مقعدا في المسابقات الفردية للرجال والنساء في فئتهما بي سي 3. حصلت بريطانيا على مقاعد إضافية في المسابقات الفردية للرجال فئة بي سي 3 وفئة بي سي 4 عن طريق الدعوات. أُعلن بشكل رسمي عن الوفد البريطاني المُشارك في منافسات البوتشيا في 12 يونيو 2024.
| الرياضي                            | المسابقة                    | مباريات المجموعات                   | مباريات المجموعات                     | مباريات المجموعات                 | مباريات المجموعات | ربع النهائي                      | نصف النهائي                        | النهائي / م.ب              | النهائي / م.ب |
| الرياضي                            | المسابقة                    | المنافس النتيجة                     | المنافس النتيجة                       | المنافس النتيجة                   | الترتيب           | المنافس النتيجة                  | المنافس النتيجة                    | المنافس النتيجة            | الترتيب       |
| ---------------------------------- | --------------------------- | ----------------------------------- | ------------------------------------- | --------------------------------- | ----------------- | -------------------------------- | ---------------------------------- | -------------------------- | ------------- |
| دايفيد سميث                        | فردي الرجال بي سي 1 ‏        | أوليفيرا (البرازيل) · ف 5–2         | بيريز (هولندا) · ف 4–1                | —                                 | 1 Q               | كرال (سلوفاكيا) · ف 6–1          | جونغ س-ج (كوريا الجنوبية) · خ 3–4  | سيافا (إندونيسيا) · خ 3–5  | 4             |
| ويل أرنوت                          | فردي الرجال بي سي 3 ‏        | ويلسون (بريطانيا العظمى) · خ 3–5    | موراپيدي (جنوب إفريقيا) · ف 7–1       | ميشيل (أستراليا) · خ 2–3          | 3                 | لم يتقدم                         | لم يتقدم                           | لم يتقدم                   | 9             |
| باتريك ويلسون                      | فردي الرجال بي سي 3 ‏        | أرنوت (بريطانيا العظمى) · ف 5–3     | ميشيل (أستراليا) · خ 2–7              | موراپيدي (جنوب إفريقيا) · ف 9–0   | 2 Q               | إسكريتسكي (بولندا) · خ 1–4       | لم يتقدم                           | لم يتقدم                   | 6             |
| ستيفن ماكغواير                     | فردي الرجال بي سي 4 ‏        | عبد الرزاق الرحمن (ماليزيا) · ف 8–0 | كولينكو (أوكرانيا) · ف 7–1            | تشوبانو (كندا) · خ 2–4            | 1 Q               | ليونغ (هونغ كونغ) · ف 6–1        | كومار (كرواتيا) · ف 5–3            | تشيكا (كولومبيا) · ف 8–5   | الأول         |
| كلير تاغارت                        | فردي النساء بي سي 2 ‏        | جوسلين ليون (الإكوادور) · ف 10–1    | كريستينا غونسالفيس (البرتغال) · خ 3–4 | —                                 | 2 Q               | يونغ هيو لام (هونغ كونغ) · ف 3–2 | جيونغ س-ي (كوريا الجنوبية) · خ 2–3 | زايانا (إندونيسيا) · خ 2–5 | 4             |
| كايلي هاغو                         | فردي النساء بي سي 2 ‏        | جيونغ س-ي (كوريا الجنوبية) · خ 1–3  | كوريا (البرتغال) · ف 6–2              | —                                 | 2 Q               | زايانا (إندونيسيا) · خ 2–8       | لم يتقدم                           | لم يتقدم                   | 8             |
| سالي كيدسون                        | فردي النساء بي سي 3 ‏        | أوليفيرا (البرازيل) · ف 5–1         | ليسون (أستراليا) · خ 1–6              | كانغ س-ه (كوريا الجنوبية) · خ 0–7 | 3                 | لم يتقدم                         | لم يتقدم                           | لم يتقدم                   | 11            |
| ويل أرنوت سالي كيدسون              | أزواج مختلطة بي سي 3 ‏       | كوريا الجنوبية · خ 2–6              | تايلاند · خ 0–7                       | —                                 | 3                 | لم يتقدم                         | لم يتقدم                           | لم يتقدم                   | 11            |
| دايفيد سميث كلير تاغارت كايلي هاغو | فرق مختلطة بي سي 1/بي سي 2 ‏ | الصين · خ 1–13                      | البرتغال · ف 5–4                      | —                                 | 2 Q               | إندونيسيا · خ 7–7*               | لم يتقدم                           | لم يتقدم                   | 5             |

## سباق الدراجات
تأهل لتمثيل بريطانيا العظمى في هذه الألعالب 16 دراجا بارالمبيا بناء على التصنيف الدولي للاتحاد الدولي للدراجات لعام 2024، هم عشرة رجال وست نساء، وهذا العدد لا يشمل المرشدين. أكد الاتحاد الدولي للدراجات أيضا أن دراجا بارالمبيا واحدا لم يُسم بعد قد حصل على دعوة ثنائية ليصبح المجموع سبعة عشر دراجا.
أُعلن بشكل رسمي عن فريق ركوب الدراجات المشارك في البارالمبياد في 22 يوليو 2024.
ضم الفريق سبعة دراجين سبق لهم التتويج في النسخة السابقة، ويُعد جودي كاندي المشارك للمرة الثامنة أبرز هؤلاء، إضافة إلى سارة ستوري التي ستتنافس في الألعاب التاسعة لها محطمة بذلك الرقم القياسي في عدد مشاركات الرياضيين البريطانيين في الألعالب البارالمبية الصيفية. أُسندت مهمة الإرشاد والمساعدة في السباقات لستة مرشدين، ليصبح بذلك المجموع الكلي لفريق الدراجين 23 مشاركا.
الطريق
| الرياضي                       | المسابقة                      | التوقيت  | الترتيب |
| ----------------------------- | ----------------------------- | -------- | ------- |
| ستيفن بيت المُرشد: كريس لاثام  | سباق الطريق للرجال بي ‏        | DNS      | DNS     |
| ستيفن بيت المُرشد: كريس لاثام  | سباق ضد الساعة للرجال بي ‏     | 35:17.10 | 5       |
| ماثيو روبرتسون                | سباق الطريق للرجال سي 1-3 ‏    | 1:50:31  | 7       |
| ماثيو روبرتسون                | سباق ضد الساعة للرجال سي 2 ‏   | 20:52.15 | 5       |
| فين غراهام                    | سباق الطريق للرجال سي 1-3 ‏    | 1:43:19  | الأول   |
| فين غراهام                    | سباق ضد الساعة للرجال سي 3 ‏   | 39:39.46 | 6       |
| جاكو فان غاس                  | سباق الطريق للرجال سي 1-3 ‏    | 1:47:14  | 6       |
| جاكو فان غاس                  | سباق ضد الساعة للرجال سي 3 ‏   | 44:19.48 | 8       |
| بن واتسون                     | سباق الطريق للرجال سي 1-3 ‏    | 1:47:14  | 5       |
| بن واتسون                     | سباق ضد الساعة للرجال سي 3 ‏   | 39:22.90 | 4       |
| آرتشي أتكينسون                | سباق الطريق للرجال سي 4-5 ‏    | DNF      | DNF     |
| آرتشي أتكينسون                | سباق ضد الساعة للرجال سي 4 ‏   | 38:23.52 | 5       |
| بلين هانت                     | سباق الطريق للرجال سي 4-5 ‏    | DNF      | DNF     |
| لورا فاتشي المُرشدة: كورين هول | سباق الطريق للنساء بي ‏        | 2:39:01  | الثالث  |
| لورا فاتشي المُرشدة: كورين هول | سباق ضد الساعة للنساء بي ‏     | 40:41.30 | الثالث  |
| ليزي جوردان المُرشدة: داني خان | سباق الطريق للنساء بي ‏        | 2:50:41  | 7       |
| ليزي جوردان المُرشدة: داني خان | سباق ضد الساعة للنساء بي ‏     | 42:59.54 | 6       |
| صوفي أونوين المُرشدة: جيني هول | سباق الطريق للنساء بي ‏        | 2:37:26  | الأول   |
| صوفي أونوين المُرشدة: جيني هول | سباق ضد الساعة للنساء بي ‏     | 39:40.18 | الثاني  |
| فران براون                    | سباق الطريق للنساء سي 1-3 ‏    | 1:43:17  | 7       |
| فران براون                    | سباق ضد الساعة للنساء سي 1-3 ‏ | 21:46.18 | الثاني  |
| دافني شراغر                   | سباق الطريق للنساء سي 1-3 ‏    | 1:43:14  | 6       |
| دافني شراغر                   | سباق ضد الساعة للنساء سي 1-3 ‏ | 22:15.91 | 5       |
| سارة ستوري                    | سباق الطريق للنساء سي 4-5 ‏    | 1:54:24  | الأول   |
| سارة ستوري                    | سباق ضد الساعة للنساء سي 5 ‏   | 20:22.15 | الأول   |

المضمار
| الرياضي                             | المسابقة                               | التأهيل     | التأهيل | النهائي         | النهائي  |
| الرياضي                             | المسابقة                               | التوقيت     | الترتيب | المنافس التوقيت | الترتيب  |
| ----------------------------------- | -------------------------------------- | ----------- | ------- | --------------- | -------- |
| جيمس بول المُرشد: ستيفان لويد        | سباق ضد الساعة 1000 متر للرجال بي ‏     | 59.793      | 2 Q     | 58.964          | الأول    |
| جيمس بول المُرشد: ستيفان لويد        | سباق المطاردة الفردية للرجال بي ‏       | 6:17.368    | 15      | لم يتقدم        | لم يتقدم |
| ستيفن بيت المُرشد: كريس لاثام        | سباق المطاردة الفردية للرجال بي ‏       | 3:56.435 WR | 2 QG    | 3:57.652        | الثاني   |
| نيل فاتشي المُرشد: مات روثرهام       | سباق ضد الساعة 1000 متر للرجال بي ‏     | 1:00.543    | 4 Q     | 59..312         | الثاني   |
| نيل فاتشي المُرشد: مات روثرهام       | سباق المطاردة الفردية للرجال بي ‏       | 5:33.221    | 13      | لم يتقدم        | لم يتقدم |
| فين غراهام                          | سباق المطاردة الفردية للرجال سي 3 ‏     | 3:17.305 WR | 2 QG    | 3:22.540        | الثاني   |
| جاكو فان غاس*                       | سباق ضد الساعة 1000 متر للرجال سي 1-3 ‏ | 1:05.083 WR | 4 Q     | 1:04.825        | 4        |
| جاكو فان غاس*                       | سباق المطاردة الفردية للرجال سي 3 ‏     | 3:15.488 WR | 1 QG    | 3:18.460        | الأول    |
| ماثيو روبرتسون                      | سباق المطاردة الفردية للرجال سي 2 ‏     | 3:28.373    | 3 QB    | 3:30.508        | الثالث   |
| آرتشي أتكينسون                      | سباق ضد الساعة 1000 متر للرجال سي 4-5 ‏ | 1:03.508    | 5 Q     | 1:03.538        | 5        |
| آرتشي أتكينسون                      | سباق المطاردة الفردية للرجال سي 4 ‏     | 4:17.70 WR  | 1 QG    | لم ينه          | الثاني   |
| جودي كاندي                          | سباق ضد الساعة 1000 متر للرجال سي 4-5 ‏ | 1:02.384    | 4 Q     | 1:02.504        | 4        |
| بلين هانت                           | سباق ضد الساعة 1000 متر للرجال سي 4-5 ‏ | 1:02.005    | 2 Q     | 1:01.776        | الثاني   |
| بلين هانت                           | سباق المطاردة الفردية للرجال سي 5 ‏     | 4:23.961    | 7       | لم يتقدم        | لم يتقدم |
| لورا فاتشي المُرشدة: كورين هول       | سباق ضد الساعة 1000 متر للنساء بي ‏     | 1:09.018    | 4 Q     | 1:09.181        | 4        |
| لورا فاتشي المُرشدة: كورين هول       | سباق المطاردة الفردية للنساء بي ‏       | 3:22.390    | 3 QB    | 3:20.488        | الثالث   |
| ليزي جوردان المُرشدة: داني خان       | سباق ضد الساعة 1000 متر للنساء بي ‏     | 1:06.870    | 1 Q     | 1:07.533        | الأول    |
| ليزي جوردان المُرشدة: داني خان       | سباق المطاردة الفردية للنساء بي ‏       | 3:23.192    | 4 QB    | 3:25.430        | 4        |
| صوفي أونوين المُرشدة: جيني هول       | سباق ضد الساعة 1000 متر للنساء بي ‏     | 1:07.719    | 3 Q     | 1:07.879        | الثالث   |
| صوفي أونوين المُرشدة: جيني هول       | سباق المطاردة الفردية للنساء بي ‏       | 3:17.643 WR | 1 QG    | 3:19.149        | الأول    |
| فران براون                          | سباق ضد الساعة 500 متر للنساء سي 1-3 ‏  | 39.481      | 8       | لم تتقدم        | لم تتقدم |
| دافني شراغر                         | سباق المطاردة الفردية للنساء سي 1-3 ‏   | 3:45.133 WR | 2 QG    | 3:51.129        | الثاني   |
| كادينا كوكس                         | سباق ضد الساعة 500 متر للنساء سي 4-5 ‏  | 35.436      | 2 Q     | لم تكمل         | 6        |
| كادينا كوكس جاكو فان غاس جودي كاندي | سباق السرعة للفرق من الجنسين ‏          | 48.493      | 1 QG    | 47.738          | الأول    |

- يدخل السباق ضد الساعة 1000 متر للرجال فئات سي 1-3 ضمن السباقات التي يتم فيها تعديل النتائج وفق فئات المتنافسين لضمان العدل بينهم. لهذا رغم إنهائه للسباق في المركز الرابع بعد تعديل النتائج، يُعد التوقيت الذي حققه جاكو فان غاس[الإنجليزية] رقما قياسيا عالميا في تصنيفه سي 3.

## الفروسية
ضمنت بريطانيا العظمى حضور 4 فرسان في مسابقة الفرق في البارالمبياد بعد إنهائها بطولة العالم للفروسية 2022 في المركز الرابع. أُعلن بشكل رسمي عن الفريق البريطاني المشارك في هذه الرياضة في 18 يوليو 2024.
الفردي
| الرياضي             | الحصان            | المسابقة                             | المجموع | المجموع |
| الرياضي             | الحصان            | المسابقة                             | النتيجة | الترتيب |
| ------------------- | ----------------- | ------------------------------------ | ------- | ------- |
| ماري دوروارد-أخورست | أثين ليندبيرغ     | اختبار البطولة الفردي الدرجة الأولى  | 71.792  | 6 Q     |
| ماري دوروارد-أخورست | أثين ليندبيرغ     | اختبار فردي حر الدرجة الأولى         | 77.747  | الثالث  |
| جورجيا ويلسون       | ساكورا            | اختبار البطولة الفردي الدرجة الثانية | 73.414  | Q       |
| جورجيا ويلسون       | ساكورا            | اختبار فردي حر الدرجة الثانية        | 79.374  | الثاني  |
| ناتاشا بايكر        | كيستون داون كوروس | اختبار البطولة الفردي الدرجة الثالثة | 73.167  | Q       |
| ناتاشا بايكر        | كيستون داون كوروس | اختبار فردي حر الدرجة الثالثة        | 77.140  | الثالث  |
| صوفي ويلز           | إيجبيرغاردز ساموا | اختبار البطولة الفردي الدرجة الخامسة | 72.257  | Q       |
| صوفي ويلز           | إيجبيرغاردز ساموا | اختبار فردي حر الدرجة الخامسة        | 75.445  | الثالث  |

الفرق
| الرياضي       | الحصان     | المسابقة | النتيجة الفردية | المجموع | المجموع |
| الرياضي       | الحصان     | المسابقة | TT              | النتيجة | الترتيب |
| ------------- | ---------- | -------- | --------------- | ------- | ------- |
| ناتاشا بايكر  | انظر أعلاه | الفريق   | 75.367          | 219.562 | 6       |
| صوفي ويلز     | انظر أعلاه | الفريق   | 70.895          | 219.562 | 6       |
| جورجيا ويلسون | انظر أعلاه | الفريق   | 73.300          | 219.562 | 6       |

## الجودو
مثل بريطانيا العظمى في رياضة الجودو ثلاثة رياضيين، تأهلوا كلهم بفضل تصنيفاتهم التي كانت جيدة عندما انتهت فترة التأهل في 24 يونيو 2024. أُعلن بشكل رسمي عن الأسماء المشاركة في 22 يوليو.
| الرياضي     | المسابقة                 | التمهيدي        | ربع النهائي                   | نصف النهائي               | الاستدراك الدور الأول         | الاستدراك النهائي | النهائي / م.ب                  | النهائي / م.ب |
| الرياضي     | المسابقة                 | المنافس النتيجة | المنافس النتيجة               | المنافس النتيجة           | المنافس النتيجة               | المنافس النتيجة   | المنافس النتيجة                | الترتيب       |
| ----------- | ------------------------ | --------------- | ----------------------------- | ------------------------- | ----------------------------- | ----------------- | ------------------------------ | ------------- |
| دانييل باول | الرجال −90 كيلوغرام جي 1 | تقدم تلقائي     | غولاميشافيا (إيران) · ف 10–0  | جونارد (فرنسا) · ف 1–0    | —                             | —                 | كافالكانتي (البرازيل) · خ 0–10 | الثاني        |
| إيفان مالوي | الرجال −90 كيلوغرام جي 2 | تقدم تلقائي     | دي أزيفيدو (البرازيل) · خ 0–1 | لم يتقدم                  | كيزيلاشفيلي (جورجيا) · خ 0–11 | لم يتقدم          | لم يتقدم                       | =7            |
| كريس سكيلي  | الرجال +90 كيلوغرام جي 2 | —               | زورغاني (فرنسا) · ف 10–0      | بولوكباشي (تركيا) · خ 0–1 | —                             | —                 | مانتولاس (إندونيسيا) · ف 10–0  | الثالث        |

## الكانو لذوي الاحتياجات الخاصة
ضمنت بريطانيا العظمى التواجد في رياضة الكانو لذوي الاحتياجات الخاصة من خلال نتائج رياضييها في بطولة العالم لقوارب الكانو السريع لسنة 2023 في دويسبورغ بألمانيا، وبطولة العالم للكانو البارالمبي لسنة 2024 في هنغاريا، والتابعة للاتحاد الدولي لقوارب الكانو السريع.
أحيانا قد تحصل الدولة على مقعد واحد في رياضة الكانو لذوي الاحتياجات الخاصة، لهذا فإن لاعب الكانو الذي يحصل على مثل هذه الحصة يمكنه المنافسة في كلتا المسابقتين ضمن فئته، مما يعني أن بريطانيا العظمى يمكنها إدراج لاعبي كانو اثنين في ثمان من المسابقات، بعد أن ضمنت مقاعد منفصلة في مسابقات الكاياك والمجداف الجانبي في تصنيفات الرجال إل 2 وإل 3، والنساء إل 2 وإل 3.
في 1 يوليو 2024، أعلنت بريطانيا العظمى عن فريق من تسعة لاعبي سيشاركون في الألعاب البارالمبية، من بينهم جانيت تشيبينغتون التي ضمنت المشاركة في ألعابها الثامنة، اعتبارا من أول مشاركة لها في الألعاب البارالمبية الصيفية 1988 في سيول، والتي كانت في منافسات السباحة حينها.
| الرياضي          | المسابقة       | المجموعات | المجموعات | نصف النهائي | نصف النهائي | النهائي | النهائي |
| الرياضي          | المسابقة       | التوقيت   | الترتيب   | التوقيت     | الترتيب     | التوقيت | الترتيب |
| ---------------- | -------------- | --------- | --------- | ----------- | ----------- | ------- | ------- |
| ديف فيليبسون     | الرجال كي إل 2 | 43.90     | 3 SF      | 43.79       | 1 FA        | 42.43   | الثاني  |
| روب أوليفر       | الرجال كي إل 3 | 42.35     | 2 SF      | 42.32       | 5 FA        | 40.82   | 6       |
| إد كليفتون       | الرجال في إل 2 | 56.30     | 2 SF      | 57.78       | 3 FA        | 54.78   | 7       |
| جاك أيرز         | الرجال في إل 3 | 50.24     | 3 SF      | 48.59       | 1 FA        | 47.87   | الثاني  |
| جانيت تشيبينغتون | النساء كي إل 1 | 1:03.18   | 4 SF      | 58.71       | 3 FA        | 1:01.19 | 7       |
| جانيت تشيبينغتون | النساء في إل 2 | 1:03.69   | 2 SF      | 1:02.65     | 1 FA        | 1:02.41 | 4       |
| شارلوت هينشو     | النساء كي إل 2 | 51.00     | 1 FA      | —           | —           | 49.07   | الأول   |
| شارلوت هينشو     | النساء في إل 3 | 58.33     | 1 FA      | —           | —           | 55.70   | الأول   |
| إيما ويغز        | النساء كي إل 2 | 52.74     | 2 SF      | 57.73       | 2 FA        | 51.56   | الثاني  |
| إيما ويغز        | النساء في إل 2 | 1:00.95   | 1 FA      | —           | —           | 58.88   | الأول   |
| هوب غوردون       | النساء كي إل 3 | 48.96     | 2 SF      | 48.82       | 1 FA        | 49.11   | 5       |
| هوب غوردون       | النساء في إل 3 | 58.25     | 1 FA      | —           | —           | 56.58   | الثاني  |
| لورا شوغار       | النساء كي إل 3 | 48.14     | 1 FA      | —           | —           | 46.66   | الأول   |

## الترياثلون
ضمن عشرة رياضيين من بريطانيا العظمى التواجد في مسابقات الترياثلون البارالمبي في الألعاب البارالمبية الصيفية 2024، بعد حلولهم ضمن أفضل تسعة في التصنيف العالمي للترياثلون البارالمبي لفئة كل واحد منهم في 1 يوليو 2024. بالإضافة إلى هؤلاء، مُنح مقعد واحد في الألعاب للرياضية فينلي جيكس عن طريق الدعوة. أُعلن بشكل رسمي عن الفريق البريطاني المشارك في الترياثلون في 23 يوليو 2024، وقد كان مكونا من 11 رياضيا و3 مرشدين.
| الرياضي                               | المسابقة               | السباحة | انتقال 1 | الدراجة | انتقال 2 | الجري | التوقيت الإجمالي | الترتيب |
| ------------------------------------- | ---------------------- | ------- | -------- | ------- | -------- | ----- | ---------------- | ------- |
| هنري أوراند                           | الرجال بي تي إس 3 ‏     | 15.49   | 1.10     | 32.55   | 1.01     | 19.29 | 1:10.24          | 4       |
| فينلي جيكس                            | الرجال بي تي إس 4 ‏     | 11.58   | 1.12     | 33.28   | 0.44     | 18.46 | 1:06.08          | 11      |
| مايكل تايلور                          | الرجال بي تي إس 4 ‏     | 9.47    | 1.13     | 32.09   | 0.36     | 19.21 | 1:03.06          | 6       |
| ديف إليس (المرشد – لوك بولارد)        | الرجال بي تي في آي ‏    | 12.51   | 0.51     | 28.11   | 0.30     | 16.18 | 58.41            | الأول   |
| أوسكار كيلي (المرشد - تشارلي هاردينغ) | الرجال بي تي في آي ‏    | 13.34   | 0.49     | 29.20   | 0.34     | 17.31 | 1:01.48          | 7       |
| ميليسا نيكولز                         | النساء بي تي دبليو سي ‏ | 15.06   | 1.54     | 42.03   | 0.48     | 14.52 | 1:14.43          | 8       |
| ميغان ريختر                           | النساء بي تي إس 4 ‏     | 13.57   | 1.21     | 35.48   | 0.49     | 22.35 | 1:14.30          | الأول   |
| هانا مور                              | النساء بي تي إس 4 ‏     | 11.52   | 1.34     | 35.47   | 0.57     | 25.51 | 1:16.01          | الثالث  |
| كلير كاشمور                           | النساء بي تي إس 5 ‏     | 11.33   | 1.03     | 33.10   | 0.37     | 19.32 | 1:05.55          | الثاني  |
| لورين ستيدمان                         | النساء بي تي إس 5 ‏     | 11.47   | 1.05     | 32.47   | 0.41     | 20.25 | 1:06.45          | الثالث  |
| أليسون بيسغود (المرشدة – بروك غيليز)  | النساء بي تي في آي ‏    | 15.38   | 1.05     | 31.31   | 0.41     | 20.26 | 1:09.21          | 4       |

## رفع الأثقال
ضمنت بريطانيا العظمى تواجد 6 من رياضييها في منافسات رفع الأثقال، وذلك بفضل حلولهم في مراكز مؤهلة ضمن التصنيف العالمي بعدما انتهت فترة التأهيل في 26 يونيو 2024. حقق أربعة من رافعي الأثقال البريطانيين التأهل في وزنين واضطروا لتحديد أي منهما سيتنافس فيه في الألعاب. بعدما قررت أوليفيا بروم المنافسة في فئة النساء لوزن أقل من 50 كيلوغرام، أصبح مقعدها شاغرا ومُنح للرباعة لوتي ماكغينيس في فئة أقل من 55 كيلوغرام كونها هي من تليها في التصنيف العالمي. أُعلن بشكل رسمي عن الفريق المشارك في 25 يوليو.
| الرياضي       | المسابقة             | إجمالي الرفع | الترتيب |
| ------------- | -------------------- | ------------ | ------- |
| مارك سوان     | الرجال -65 كيلوغرام  | 213          | الثاني  |
| ماثيو هاردينغ | الرجال -80 كيلوغرام ‏ | 200          | 5       |
| ليام ماكغاري  | الرجال +107 كيلوغرام | 228          | 5       |
| زوي نيوسون    | النساء -45 كيلوغرام  | 109          | الثاني  |
| أوليفيا بروم  | النساء -50 كيلوغرام  | 119          | الثالث  |
| لوتي ماكغينيس | النساء -55 كيلوغرام  | 105          | 4       |
| لويز ساغدن    | النساء -79 كيلوغرام  | 132          | 5       |

## التجذيف
ضمن المجدفون البريطانيون في كل من الفئات التالية التأهل المباشر للألعاب بفضل إنجازاتهم في البطولة العالمية للتجديف لسنة 2023 في بلغراد في صربيا. أُعلن بشكل رسمي عن الرياضيين المشاركين في هذه الرياضة في 8 يوليو 2024.
| الرياضي                                                                  | المسابقة                                       | التصفيات    | التصفيات | الاستدراك   | الاستدراك   | النهائي | النهائي |
| الرياضي                                                                  | المسابقة                                       | التوقيت     | الترتيب  | التوقيت     | الترتيب     | التوقيت | الترتيب |
| ------------------------------------------------------------------------ | ---------------------------------------------- | ----------- | -------- | ----------- | ----------- | ------- | ------- |
| بنجامين بريتشارد                                                         | التجديف فردي الرجال فئة بي آر 1                | 8:51.36 PGB | 1 FA     | تقدم تلقائي | تقدم تلقائي | 9:03.84 | الأول   |
| لورين رولز غريغ ستيفنسن                                                  | التجديف للزوجي المختلط فئة بي آر 2             | 7:56.92 WB  | 1 FA     | تقدم تلقائي | تقدم تلقائي | 8:20.97 | الأول   |
| سام موراي آني كاديك                                                      | التجديف للزوجي المختلط فئة بي آر 3             | 7:13.06     | 2 R      | 7:20.53     | 1 FA        | 7:28.19 | الثاني  |
| فرانكي ألين جوش أوبراين غيدرا راكاوسكايتا إد فولر إيرين كينيدي (القائدة) | التجديف للرباعي المختلط بوجود قائد فئة بي آر 3 | 6:43.68 WB  | 1 FA     | تقدم تلقائي | تقدم تلقائي | 6:55.30 | الأول   |

المفتاح: FA=النهائي أ (ميدالية)؛ FB=النهائي ب (بدون ميدالية)؛ R=الاستدراك،
PGB= أفضل رقم في الألعاب البارالمبية، WB= الأفضل عالميا

## الرماية
ضمن الرماة البريطانيون التاليون مقاعد في اللألعاب البارالمبية من خلال احتساب أفضل نتائجهم في كؤوس العالم للرماية 2022 و2023 و2024، وأيضا بطولة العالم للرماية 2022 ‏ وبطولة العالم للرماية 2023، البطولة الأوروبية للرماية 2023 ‏ والبطولة الأوروبية للرماية 2024، والتي تُحقق المعدل الأدنى للتأهل بحلول 15 يوليو 2024.
أعلنت اللجنة البارالمبية البريطانية بشكل رسمي عن فريقها المكون من أربعة رماة في 27 يونيو 2024.
مختلط
| الرياضي     | المسابقة                                    | التصفيات | التصفيات | النهائي  | النهائي  |
| الرياضي     | المسابقة                                    | النتيجة  | الترتيب  | النتيجة  | الترتيب  |
| ----------- | ------------------------------------------- | -------- | -------- | -------- | -------- |
| إيسي بيلي   | بي 3 - مسدس 25 متر إس إتش 1                 | 557-11x  | 19       | لم تتقدم | لم تتقدم |
| ريان كوكبيل | آر 4 - بندقية هوائية 10 متر وقوف إس إتش 2 ‏  | 628.8    | 18       | لم يتقدم | لم يتقدم |
| ريان كوكبيل | آر 5 - بندقية هوائية 10 متر انبطاح إس إتش 2 | 634.2    | 15       | لم يتقدم | لم يتقدم |
| ريان كوكبيل | آر 9 - بندقية 50 متر انبطاح إس إتش 2        | 624.8    | 3 Q      | 185.5    | 5        |
| تيم جيفري   | آر 4 - بندقية هوائية 10 متر وقوف إس إتش 2 ‏  | 630.7    | 10       | لم يتقدم | لم يتقدم |
| تيم جيفري   | آر 5 - بندقية هوائية 10 متر انبطاح إس إتش 2 | 633.8    | 16       | لم يتقدم | لم يتقدم |
| تيم جيفري   | آر 9 - بندقية 50 متر انبطاح إس إتش 2        | 624.7    | 4 Q      | 227.8    | الثالث   |
| مات سكيلهون | آر 3 - بندقية هوائية 10 متر انبطاح إس إتش 1 | 634.8    | 6 Q      | 188.5    | 5        |
| مات سكيلهون | آر 6 - بندقية 50 متر انبطاح إس إتش 1        | 623.1    | 11       | لم يتقدم | لم يتقدم |

## السباحة
بعد انتهاء بطولة العالم للسباحة البارالمبية لسنة 2023، ضمنت بريطانيا العظمى 13 مقعدا في منافسات السباحة لهذه الدورة، بعد حلول هؤلاء الرياضيين في أحد المركزين الأولين في مسابقات فئاتهما.
في 20 مايو 2024، أعلنت أكواتيكس جي بي عن فريق السباحة المشارك في الألعاب والمتكون من 26 رياضيا. التحق ماثيو ردفيرن في 12 يوليو بشقيقته ريبيكا ردفيرن ضمن الفريق البريطاني، بناء على طلب توصية ناجح تقدمت به اللجنة البارالمبية البريطانية للاتحاد الدولي للسباحة.
الرجال
| الرياضي          | المسابقة                           | المجموعات | المجموعات | النهائي    | النهائي  |
| الرياضي          | المسابقة                           | النتيجة   | الترتيب   | النتيجة    | الترتيب  |
| ---------------- | ---------------------------------- | --------- | --------- | ---------- | -------- |
| ستيفن كليغ       | 100 متر سباحة حرة إس 12            | 53.73     | 1 Q       | 53.67      | 4        |
| ستيفن كليغ       | 100 متر سباحة على الظهر إس 12      | 1:00.00   | 1 Q       | 59.02 WR   | الأول    |
| ستيفن كليغ       | 100 متر سباحة فراشة إس 12          | 57.63     | 1 Q       | 57.49      | الأول    |
| ريس داربي        | 200 متر سباحة متنوعة فردي إس إم 14 | 2:12.45   | 4 Q       | 2:08.61    | الثاني   |
| بروس دي          | 100 متر سباحة على الصدر إس بي 6    | 1:23.91   | 5 Q       | 1:23.05    | 5        |
| بروس دي          | 200 متر سباحة متنوعة فردي إس إم 6  | 2:44.28   | 4 Q       | 2:43.40    | 4        |
| وليام إيلارد     | 200 متر سباحة حرة إس 14            | 1:55.19   | 2 Q       | 1:51.30 WR | الأول    |
| وليام إيلارد     | 100 متر سباحة على الظهر إس 14      | 1:00.58   | 6 Q       | 59:37      | 4        |
| وليام إيلارد     | 100 متر سباحة فراشة إس 14          | 54.97     | 1 Q       | 54.86      | الثاني   |
| وليام إيلارد     | 200 متر سباحة متنوعة فردي إس إم 14 | 2:12.48   | 5 Q       | 2:11.17    | 5        |
| لويس لولور       | 100 متر سباحة على الظهر إس 14      | 1:00.41   | 3 Q       | 1:00.52    | 7        |
| ماثيو ردفيرن     | 100 متر سباحة على الصدر إس بي 13   | 1:12.90   | 13        | لم يتقدم   | لم يتقدم |
| هاري ستيوارت     | 100 متر سباحة على الصدر إس بي 14   | 1:05.69   | 5 Q       | 1:05.75    | 5        |
| مارك تومبسيت     | 100 متر سباحة على الظهر إس 14      | 59.19     | 2 Q       | 59:21      | الثالث   |
| كاميرون فيرنكومب | 100 متر سباحة فراشة إس 14          | 58.34     | 7 Q       | 58.73      | 8        |
| كاميرون فيرنكومب | 200 متر سباحة متنوعة فردي إس إم 14 | 2:13.03   | 6 Q       | 2:14.19    | 7        |

النساء
| الرياضي                 | المسابقة                           | المجموعات                      | المجموعات | النهائي    | النهائي  |
| الرياضي                 | المسابقة                           | النتيجة                        | الترتيب   | النتيجة    | الترتيب  |
| ----------------------- | ---------------------------------- | ------------------------------ | --------- | ---------- | -------- |
| إيلي تشاليس             | 100 متر سباحة حرة إس 3             | 1:44.46                        | 4 Q       | 1:42.75    | 4        |
| إيلي تشاليس             | 50 متر سباحة على الظهر إس 3        | 53.86                          | 1 Q       | 53.56      | الأول    |
| لويز فيدز               | 200 متر سباحة حرة إس 14            | 2:10.64                        | 2 Q       | 2:07.91    | الثالث   |
| لويز فيدز               | 100 متر سباحة على الصدر إس بي 14   | 1:17.46                        | 4 Q       | 1:15.47    | الأول    |
| لويز فيدز               | 100 متر سباحة فراشة إس 14          | 1:07.91                        | 7 Q       | 1:06.91    | 6        |
| لويز فيدز               | 200 متر سباحة متنوعة فردي إس إم 14 | 2:34.28                        | 6 Q       | 2:27.96    | 4        |
| غريس هارفي              | 100 متر سباحة على الصدر إس بي 5    | 1:42.73                        | 1 Q       | 1:42.33    | الأول    |
| غريس هارفي              | 50 متر سباحة فراشة إس 6            | 40.23                          | 9         | لم تتقدم   | لم تتقدم |
| غريس هارفي              | 200 متر سباحة متنوعة فردي إس إم 6  | 3:05.50                        | 3 Q       | 3:04.35    | 4        |
| سوزانا هيكست            | 100 متر سباحة حرة إس 5             | DNS                            | DNS       | لم تتقدم   | لم تتقدم |
| إليزا همفري             | 400 متر سباحة حرة إس 11            | 5:41.72                        | 8 Q       | 5:40.44    | 8        |
| إليزا همفري             | 200 متر سباحة متنوعة فردي إس إم 11 | 3:03.90                        | 7 Q       | 2:59.51    | 7        |
| سكارليت همفري           | 50 متر سباحة حرة إس 11             | 30.98                          | 7 Q       | 30.85      | 7        |
| سكارليت همفري           | 400 متر سباحة حرة إس 11            | 5:28.25                        | 6 Q       | 5:24.03    | 6        |
| سكارليت همفري           | 100 متر سباحة على الصدر إس بي 11   | 1:31.90                        | 6 Q       | 1:30.61    | 6        |
| سكارليت همفري           | 200 متر سباحة متنوعة فردي إس إم 11 | 2:51.71                        | 5 Q       | 2:49.59    | 6        |
| تالي كيرني              | 100 متر سباحة حرة إس 5             | 1:17.75                        | 1 Q       | 1:25.10    | الأول    |
| تالي كيرني              | 200 متر سباحة حرة إس 5             | 2:49.40                        | 1 Q       | 2:46.50    | الأول    |
| تالي كيرني              | 50 متر سباحة على الظهر إس 5        | 43.89                          | 6 Q       | 43.40      | 5        |
| بوبي ماسكيل             | 200 متر سباحة حرة إس 14            | 2:10.36                        | 1 Q       | 2:07.16    | الثاني   |
| بوبي ماسكيل             | 100 متر سباحة على الظهر إس 14      | 1:07.51                        | 1 Q       | 1:05.74    | الأول    |
| بوبي ماسكيل             | 100 متر سباحة فراشة إس 14          | 1:03.66                        | 1 Q       | 1:03.00 WR | الأول    |
| بوبي ماسكيل             | 200 متر سباحة متنوعة فردي إس إم 14 | 2:31.42                        | 5 Q       | 2:23.93    | الثاني   |
| ميغان نيف               | 100 متر سباحة على الظهر إس 14      | 1:09.74                        | 3 Q       | 1:09.59    | 4        |
| أوليفيا نيومان-بارونيوس | 200 متر سباحة حرة إس 14            | 2:11.64                        | 3 Q       | 2:08.41    | 4        |
| أوليفيا نيومان-بارونيوس | 100 متر سباحة على الظهر إس 14      | 1:10.17                        | 5 Q       | 1:08.74    | الثالث   |
| أوليفيا نيومان-بارونيوس | 100 متر سباحة على الصدر إس بي 14   | 1:21.81                        | 8 Q       | 1:22.20    | 8        |
| أوليفيا نيومان-بارونيوس | 100 متر سباحة فراشة إس 14          | 1:05.30                        | 3 Q       | 1:04.59    | 4        |
| أوليفيا نيومان-بارونيوس | 200 متر سباحة متنوعة فردي إس إم 14 | 2:28.03                        | 1 Q       | 2:32.50    | 6        |
| ريبيكا ردفيرن           | 100 متر سباحة على الصدر إس بي 13   | 1:16.40                        | 1 Q       | 1:16.02    | الأول    |
| فاي روجرز               | 100 متر سباحة حرة إس 10            | 1:02.39 (1:01.90 سباحة إضافية) | =8 (2)    | لم تتقدم   | لم تتقدم |
| فاي روجرز               | 400 متر سباحة حرة إس 10            | 4:43.22                        | 5 Q       | 4:41.50    | 5        |
| فاي روجرز               | 100 متر سباحة فراشة إس 10          | 1:05.92                        | 1 Q       | 1:05.84    | الأول    |
| فاي روجرز               | 200 متر سباحة متنوعة فردي إس إم 10 | 2:34.91                        | 3 Q       | 2:33.90    | 5        |
| توني شو                 | 100 متر سباحة حرة إس 9             | 1:05.29                        | 6 Q       | 1:05.60    | 8        |
| توني شو                 | 400 متر سباحة حرة إس 9             | 4:53.38                        | 6 Q       | 4:48.44    | 5        |
| توني شو                 | 200 متر سباحة متنوعة فردي إس إم 9  | 2:40.58                        | 2 Q       | 2:37.88    | 4        |
| مايزي سامرز-نيوتن       | 400 متر سباحة حرة إس 6             | —                              | —         | 5:21.36    | الثالث   |
| مايزي سامرز-نيوتن       | 100 متر سباحة على الصدر إس بي 6    | —                              | —         | 1:31.30 PR | الأول    |
| مايزي سامرز-نيوتن       | 200 متر سباحة متنوعة فردي إس إم 6  | 2:58.40                        | 1 Q       | 2:56.90    | الأول    |
| أليس تاي                | 50 متر سباحة حرة إس 8              | 30.52                          | 2 Q       | 29.91      | الأول    |
| أليس تاي                | 400 متر سباحة حرة إس 8             | 5:08.82                        | 4 Q       | 4:52.24    | الثاني   |
| أليس تاي                | 100 متر سباحة على الظهر إس 8       | 1:14.26                        | 1 Q       | 1:09.06 PR | الأول    |
| أليس تاي                | 100 متر سباحة فراشة إس 8           | 1:12.30                        | 2 Q       | 1:13.60    | الثالث   |
| أليس تاي                | 200 متر سباحة متنوعة فردي إس إم 8  | 2:43.70                        | 2 Q       | 2:41.29    | الثالث   |
| كالي-آن وارينغتون       | 100 متر سباحة حرة إس 10            | 1:01.13                        | 2 Q       | 1:01.10    | 4        |
| كالي-آن وارينغتون       | 100 متر سباحة فراشة إس 10          | 1:07.23                        | 2 Q       | 1:06.41    | الثاني   |
| بروك ويستون             | 400 متر سباحة حرة إس 8             | 5:13.08                        | 7 Q       | 5:00.89    | 5        |
| بروك ويستون             | 100 متر سباحة على الصدر إس بي 8    | 1:24.59                        | 2 Q       | 1:21.04    | الثاني   |
| بروك ويستون             | 100 متر سباحة فراشة إس 8           | 1:15.97                        | 5 Q       | 1:13.69    | 4        |
| بروك ويستون             | 200 متر سباحة متنوعة فردي إس إم 8  | 2:45.43                        | 3 Q       | 2:40.37    | الأول    |
| أيونا وينيفريث          | 100 متر سباحة على الصدر إس بي 7    | 1:32.36                        | 2 Q       | 1:29.69    | الثاني   |
| أيونا وينيفريث          | 50 متر سباحة فراشة إس 7            | 39.34                          | 10        | لم تتقدم   | لم تتقدم |
| أيونا وينيفريث          | 200 متر سباحة متنوعة فردي إس إم 7  | 3:10.16                        | 7 Q       | 3:03.24 ER | 4        |

التتابع
| الرياضي                                                    | المسابقة                                     | المجموعات | المجموعات | النهائي | النهائي |
| الرياضي                                                    | المسابقة                                     | النتيجة   | الترتيب   | النتيجة | الترتيب |
| ---------------------------------------------------------- | -------------------------------------------- | --------- | --------- | ------- | ------- |
| وليام إيلارد ريس داربي بوبي ماسكيل أوليفيا نيومان-بارونيوس | 4x100 متر سباحة حرة تتابع فريق مختلط إس 14   | —         | —         | 3:43.05 | الأول   |
| سكارليت همفري ماثيو ردفيرن ريبيكا ردفيرن ستيفن كليغ        | 4x100 متر سباحة حرة تتابع فريق مختلط 49 نقطة | —         | —         | 4:04.12 | 4       |

## تنس الطاولة
شاركت بريطانيا العظمى في منافسات تنس الطاولة بأحد عشر لاعب تنس طاولة بارالمبي للمنافسة في باريس 2024. ضمن ويل بايلي المشاركة بعد فوزه بالميدالية الذهبية في تصنيف سي 7 في البطولة الأوروبية البارالمبية 2023 التي أقيمت في شفيلد؛ في الوقت نفسه تأهل لاعبون آخرون للألعاب من خلال الحصص المخصصة لأفضل الرياضيين المصنفين ضمن التصنيف النهائي للاتحاد الدولي لتنس الطاولة. كما ضمن الثنائي توم ماثيوز وميغان شاكلتون المشاركة من خلال بطاقة الدعوة.
أُعلن بشكل رسمي عن أعضاء الفريق البريطاني لتنس الطاولة في 17 يوليو 2024.
الرجال
| الرياضي                    | المسابقة       | الدور الأول     | الدور الثاني                           | ربع النهائي                            | نصف النهائي                                    | النهائي / م.ب            | النهائي / م.ب |
| الرياضي                    | المسابقة       | المنافس النتيجة | المنافس النتيجة                        | المنافس النتيجة                        | المنافس النتيجة                                | المنافس النتيجة          | الترتيب       |
| -------------------------- | -------------- | --------------- | -------------------------------------- | -------------------------------------- | ---------------------------------------------- | ------------------------ | ------------- |
| روب ديفيز                  | فردي سي 1      | —               | تقدم تلقائي                            | كيم (كوريا الجنوبية) · ف 3–2           | مايجور (المجر) · ف 3–1                         | فيرنانديز (كوبا) · خ 0–3 | الثاني        |
| توم ماثيوز                 | فردي سي 1      | —               | تقدم تلقائي                            | فيرنانديز (كوبا) · خ 1–3               | لم يتقدم                                       | لم يتقدم                 | =5            |
| مارتين بيري                | فردي سي 6      | —               | سايدنفيلد (الولايات المتحدة) · خ 1–3   | لم يتقدم                               | لم يتقدم                                       | لم يتقدم                 | =9            |
| بول كارابارداك             | فردي سي 6      | —               | روزنماير (الدنمارك) · خ 0–3            | لم يتقدم                               | لم يتقدم                                       | لم يتقدم                 | =9            |
| ويل بايلي                  | فردي سي 7      | —               | ميسي (فرنسا) · ف 3–0                   | شناكه (ألمانيا) · ف 3–1                | مونتانوس (هولندا) · ف 3–0                      | يان (الصين) · خ 2-3      | الثاني        |
| آرون ماكيبين               | فردي سي 8      | تقدم تلقائي     | تشيتي (سلوفاكيا) · ف 3–2               | تشاو (الصين) · خ 0–3                   | لم يتقدم                                       | لم يتقدم                 | =5            |
| بيلي شيلتون                | فردي سي 8      | تقدم تلقائي     | وانغفونفاثاناسيري (تايلاند) · خ 1–3    | لم يتقدم                               | لم يتقدم                                       | لم يتقدم                 | =9            |
| جوشوا ستيسي                | فردي سي 9      | —               | كاتس (أوكرانيا) · ف 3–1                | ما (أستراليا) · خ 0–3                  | لم يتقدم                                       | لم يتقدم                 | =5            |
| روب ديفيز توم ماثيوز       | زوجي إم دي 4 ‏  | —               | تقدم تلقائي                            | جانغ / · بارك (كوريا الجنوبية) · خ 0–3 | لم يتقدما                                      | لم يتقدما                | =5            |
| ويل بايلي مارتين بيري      | زوجي إم دي 14 ‏ | —               | راو / · شناكه (ألمانيا) · ف 3–0        | بيرتييه / · هيرو (فرنسا) · خ 2–3       | لم يتقدما                                      | لم يتقدما                | =5            |
| بول كارابارداك بيلي شيلتون | زوجي إم دي 14 ‏ | —               | دوربيكر / · ميسي (فرنسا) · ف 3–0       | سالمين / · سترو (البرازيل) · ف 3–1     | ثاينيوم/ · وانغفونفاثاناسيري (تايلاند) · خ 0–3 | لم يتقدما                | الثالث        |
| آرون ماكيبين جوشوا ستيسي   | زوجي إم دي 18 ‏ | —               | ميستال / · تشودزيتسكي (بولندا) · خ 2–3 | لم يتقدما                              | لم يتقدما                                      | لم يتقدما                | =9            |

النساء
| الرياضي                   | المسابقة          | First round                     | ربع النهائي                                  | نصف النهائي                           | النهائي / م.ب   | النهائي / م.ب |
| الرياضي                   | المسابقة          | المنافس النتيجة                 | المنافس النتيجة                              | المنافس النتيجة                       | المنافس النتيجة | الترتيب       |
| ------------------------- | ----------------- | ------------------------------- | -------------------------------------------- | ------------------------------------- | --------------- | ------------- |
| ميغان شاكلتون             | فردي سي 4         | غالية العنزي (السعودية) · ف 3–0 | بيريتش-رانكوفيتش (صربيا) · خ 2–3             | لم تتقدم                              | لم تتقدم        | =5            |
| فيليسيتي بيكارد           | فردي سي 6         | تقدم تلقائي                     | تشيريبان (رومانيا) · خ 2–3                   | لم تتقدم                              | لم تتقدم        | =5            |
| بلاي تومي                 | فردي سي 7         | تقدم تلقائي                     | سميلا ساند (السويد) · ف 3–0                  | كوبرا كوركوت (تركيا) · خ 2–3          | لم تتقدم        | الثالث        |
| فيليسيتي بيكارد بلاي تومي | زوجي دبليو دي 14 ‏ | —                               | نورا كورنيليوسن / · سليتوم (النرويج) · ف 3–0 | هوانغ وينجوان / · جين (الصين) · خ 1–3 | لم تتقدما       | الثالث        |

الزوجي المختلط
| الرياضي                  | المسابقة        | الدور الأول                                      | الدور الثاني                                            | ربع النهائي                               | نصف النهائي     | النهائي / م.ب   | النهائي / م.ب |
| الرياضي                  | المسابقة        | المنافس النتيجة                                  | المنافس النتيجة                                         | المنافس النتيجة                           | المنافس النتيجة | المنافس النتيجة | الترتيب       |
| ------------------------ | --------------- | ------------------------------------------------ | ------------------------------------------------------- | ----------------------------------------- | --------------- | --------------- | ------------- |
| توم ماثيوز ميغان شاكلتون | زوجي إكس دي 7 ‏  | جيسي تشين / · دانييلا دي تورو (أستراليا) · ف 3–1 | توماس بروشله / · ساندرا ميكولاشيك (أستراليا) · خ 0–3    | لم يتقدما                                 | لم يتقدما       | لم يتقدما       | =9            |
| جوشوا ستيسي بلاي تومي    | زوجي إكس دي 17 ‏ | كايودي ألابي / · فايت أوبازواي (نيجيريا) · ف 3–1 | باتريك تشوجنوفسكي / · كاتارزينا مارشال (بولندا) · ف 3–0 | تشو شواي / · ماو جينغديان (الصين) · خ 0–3 | لم يتقدما       | لم يتقدما       | =5            |

## التايكوندو
شاركت بريطانيا العظمى بثلاثة رياضيين في منافسات التايكوندو. تأهل جميعهم لباريس 2024، بفضل حلولهم ضمن أفضل ستة في التصنيفات البارالمبية الخاصة بفئاتهم. كُشف بشكل رسمي عن الفريق البريطاني المشارك في الألعاب في 18 يونيو 2024. وقد ضم هذا الفريق الحاصلين على ميداليات طوكيو 2020 بيث مونرو وإيمي ترودسديل.
| الرياضي       | المسابقة             | الدور الأول     | ربع النهائي                | نصف النهائي                          | الاستدراك                  | النهائي / م.ب                                       | النهائي / م.ب |
| الرياضي       | المسابقة             | المنافس النتيجة | المنافس النتيجة            | المنافس النتيجة                      | المنافس النتيجة            | المنافس النتيجة                                     | الترتيب       |
| ------------- | -------------------- | --------------- | -------------------------- | ------------------------------------ | -------------------------- | --------------------------------------------------- | ------------- |
| مات بوش       | الرجال +80 كيلوغرام ‏ | تقدم تلقائي     | كيتا (السنغال) · ف 16–4    | هاغشيناس (إيران) · ف 26–13           | —                          | رمضانوف (الرياضيون البارالمبيون المحايدين) · ف 5–0  | الأول         |
| بيث مونرو     | النساء -65 كيلوغرام ‏ | تقدم تلقائي     | ياو (الصين) · خ 16–20      | لم تتقدم                             | جيسينغ (الدنمارك) · خ 2–10 | لم تتقدم                                            | لم تتقدم      |
| إيمي ترودسديل | النساء +65 كيلوغرام ‏ | تقدم تلقائي     | أكرماش (الدنمارك) · ف 30–9 | فارغاس فيرنانديز (المكسيك) · ف 26–13 | —                          | نايموفا (أوزبكستان) · ف 8–2 · فازت بعد انسحاب الخصم | الأول         |

## كرة السلة على الكراسي المتحركة
ملخص المشاركة
| المنتخب       | المسابقة       | دور المجموعات   | دور المجموعات | دور المجموعات | دور المجموعات | ربع النهائي              | نصف النهائي                 | النهائي/ م.ب                | النهائي/ م.ب |
| المنتخب       | المسابقة       | الخصم النتيجة   | الخصم النتيجة | الخصم النتيجة | الترتيب       | الخصم النتيجة            | الخصم النتيجة               | الخصم النتيجة               | الترتيب      |
| ------------- | -------------- | --------------- | ------------- | ------------- | ------------- | ------------------------ | --------------------------- | --------------------------- | ------------ |
| منتخب الرجال  | بطولة الرجال ‏  | ألمانيا ف 76–55 | كندا ف 88–58  | فرنسا ف 85–50 | 1 Q           | أستراليا ف 84–64         | ألمانيا ف 71–43             | الولايات المتحدة خ 69–73    | الثاني       |
| منتخب السيدات | بطولة السيدات ‏ | إسبانيا ف 69–34 | كندا خ 54–63  | الصين خ 47–62 | 3 Q           | الولايات المتحدة خ 52–59 | الترتيب 5-8 اليابان ف 67–55 | الترتيب 5-6 ألمانيا ف 48–39 | 5            |

### بطولة الرجال
تأهل منتخب بريطانيا العظمى لكرة السلة على الكراسي المتحركة للرجال للمشاركة في الألعاب بعد تأهله لنهائي بطولة أوروبا لكرة السلة على الكراسي المتحركة في روتردام سنة 2023. في 10 يوليو 2024، أعلنت بريطانيا عن تشكيلة منتخب الرجال المشاركة في الألعاب. شكلت ألعاب 2024 الحضور السابع في الألعاب للاعب تيري بايواتر.
تشكيلة المنتخب
| اللاعب        | النادي              | الفئة |
| ------------- | ------------------- | ----- |
| عبدي جاما     | أميفيل رييس غوتيريز | 1     |
| جيم بالمر     | راين ريفر رينوس     | 1     |
| سيمون براون   | أمياب ألباسيتي      | 2     |
| كايل مارش     | أميفيل رييس غوتيريز | 2     |
| غريغ ووربرتون | نادي إيلينيون       | 2     |
| هاريسون براون | أمياب ألباسيتي      | 2.5   |
| فيل برات      | أمياب ألباسيتي      | 3     |
| بن فوكس       | أمياب ألباسيتي      | 3.5   |
| بيتر كيوزاك   | نادي مورسيا         | 3.5   |
| لي فراير      | نادي مورسيا         | 4     |
| لي مانينغ     | أمياب ألباسيتي      | 4.5   |
| تيري بايواتر  | نادي إيلينيون       | 4.5   |

### بطولة السيدات
ضمن منتخب بريطانيا العظمى لكرة السلة على الكراسي المتحركة للسيدات المشاركة في الألعاب بعد تأهله لنهائي بطولة أوروبا لكرة السلة على الكراسي المتحركة للسيدات في روتردام سنة 2023. في 10 يوليو 2024، أعلنت بريطانيا عن تشكيلة منتخب السيدات المشاركة في الألعاب.

## المبارزة على الكراسي
في نهاية فترة التأهيل، ضمنت بريطانيا العظمى التواجد في هذه المنافسة في الألعاب من خلال الرياضيين التاليين. أُعلن بشكل رسمي عن أعضاء الفريق البريطاني المُشارك في منافسات المبارزة على الكراسي في 3 يوليو 2024.
الفردي
| الرياضي           | المسابقة                    | دور 32          | دور 16                                  | ربع النهائي                  | إعادة 1                           | إعادة 2                           | إعادة 3                        | نصف النهائي                   | النهائي / م.ب                | النهائي / م.ب |
| الرياضي           | المسابقة                    | المنافس النتيجة | المنافس النتيجة                         | المنافس النتيجة              | المنافس النتيجة                   | المنافس النتيجة                   | المنافس النتيجة                | المنافس النتيجة               | المنافس النتيجة              | الترتيب       |
| ----------------- | --------------------------- | --------------- | --------------------------------------- | ---------------------------- | --------------------------------- | --------------------------------- | ------------------------------ | ----------------------------- | ---------------------------- | ------------- |
| ديميتري كوتيا     | سيف الشيش لفردي الرجال بي   | تقدم تلقائي     | هانسن (الولايات المتحدة) · ف 15–7       | ماسا (إيطاليا) · ف 15–10     | —                                 | —                                 | —                              | دابروفسكي (بولندا) · ف 15–13  | كينغمانو (تايلاند) · ف 15–10 | الأول         |
| ديميتري كوتيا     | سيف الشيش لفردي الرجال بي   | —               | تقدم تلقائي                             | كينغمانو (تايلاند) · ف 15–5  | —                                 | —                                 | —                              | سيروجينكو (أوكرانيا) · ف 15–4 | فينغ (الصين) · ف 15–4        | الأول         |
| ديميتري كوتيا     | سيف الصابر لفردي الرجال بي  | —               | داتسكو (أوكرانيا) · ف 15–2              | كاسترو (بولندا) · خ 13–15    | —                                 | هانسن (الولايات المتحدة) · ف 15–5 | سيروجينكو (أوكرانيا) · خ 13–15 | لم يتقدم                      | لم يتقدم                     | 8             |
| بيرز غيليفر       | سيف الشيش لفردي الرجال إيه  | تقدم تلقائي     | شونوفر (الولايات المتحدة) · ف 15–1      | تيان (الصين) · ف 15–12       | —                                 | —                                 | —                              | أقايا (تركيا) · ف 15–6        | سون (الصين) · خ 12–15        | الثاني        |
| بيرز غيليفر       | سيف الصابر لفردي الرجال إيه | —               | تقدم تلقائي                             | دي روسي (إيطاليا) · ف 15–8   | —                                 | —                                 | —                              | مانكو (أوكرانيا) · ف 15–14    | شميت (ألمانيا) · خ 8–15      | الثاني        |
| أوليفر لام-واتسون | سيف الشيش لفردي الرجال إيه  | تقدم تلقائي     | زين العابدين المدخلي (العراق) · ف 15–14 | لامبرتيني (إيطاليا) · خ 9–15 | —                                 | حيدر العكيلي (العراق) · ف 15–12   | مانكو (أوكرانيا) · خ 11–15     | لم يتقدم                      | لم يتقدم                     | 8             |
| أوليفر لام-واتسون | سيف الشيش لفردي الرجال إيه  | تقدم تلقائي     | سون (الصين) · خ 2–15                    | لم يتقدم                     | برانش (الولايات المتحدة) · ف 15–7 | ناليواجيك (بولندا) · ف 15–10      | أوسفاث (المجر) · خ 14–15       | لم يتقدم                      | لم يتقدم                     | 8             |
| جيما كوليس-ماكان  | سيف الشيش لفردي النساء إيه  | تقدم تلقائي     | كرايناك (المجر) · ف 15–12               | فيريس (المجر) · خ 7–15       | —                                 | بريوس (أوكرانيا) · خ 7–15         | لم تتقدم                       | لم تتقدم                      | لم تتقدم                     | 9             |
| جيما كوليس-ماكان  | سيف الصابر لفردي النساء إيه | تقدم تلقائي     | موركفيتش (أوكرانيا) · خ 7–15            | لم تتقدم                     | أوليفيرا (البرازيل) · ف 15–0      | يو (هونغ كونغ) · ف 15–9           | فيد (فرنسا) · خ 10–15          | لم تتقدم                      | لم تتقدم                     | 7             |

الفرق
| الرياضي                                     | المسابقة                | دور 16          | ربع النهائي              | نصف النهائي            | النهائي / م.ب          | النهائي / م.ب |
| الرياضي                                     | المسابقة                | المنافس النتيجة | المنافس النتيجة          | المنافس النتيجة        | المنافس النتيجة        | الترتيب       |
| ------------------------------------------- | ----------------------- | --------------- | ------------------------ | ---------------------- | ---------------------- | ------------- |
| ديميتري كوتيا بيرس غيليفر أوليفر لام-واتسون | سيف الإيبيه لفرق الرجال | تقدم تلقائي     | فرنسا (FRA) · ف 45–20    | العراق (IRQ) · خ 39–45 | بولندا (POL) · ف 45–28 | الثالث        |
| ديميتري كوتيا بيرس غيليفر أوليفر لام-واتسون | سيف الشيش لفرق الرجال   | تقدم تلقائي     | البرازيل (BRA) · ف 45–17 | فرنسا (FRA) · ف 45–25  | الصين (CHN) · خ 34–45  | الثاني        |

## الرغبي على الكراسي المتحركة
تأهل منتخب بريطانيا العظمى لرغبي الكراسي المتحركة ‏ للمشاركة في الألعاب البارالمبية بعد حلوله في المركز الثاني في البطولة الأوروبية للرغبي على الكراسي المتحركة لسنة 2023 في كارديف.
في 24 يونيو 2024، أعلنت اللجنة البارالمبية البريطانية عن تشكيلة المنتخب المشاركة في الألعاب.
ملخص المشاركة
| المنتخب                                     | دور المجموعات    | دور المجموعات    | دور المجموعات   | دور المجموعات | نصف النهائي              | النهائي / م.ب    | النهائي / م.ب |
| المنتخب                                     | المنافس النتيجة  | المنافس النتيجة  | المنافس النتيجة | الترتيب       | المنافس النتيجة          | المنافس النتيجة  | الترتيب       |
| ------------------------------------------- | ---------------- | ---------------- | --------------- | ------------- | ------------------------ | ---------------- | ------------- |
| خطأ لوا: too many expensive function calls. | أستراليا ف 58—55 | الدنمارك ف 55–53 | فرنسا ف 50–49   | 1 Q           | الولايات المتحدة خ 43–50 | أستراليا خ 48–50 | 4             |

التشكيلة
| اللاعب                | النادي         | اللاعب          | النادي         |
| --------------------- | -------------- | --------------- | -------------- |
| تايلر ووكر            | شيلتنام تايغرز | جيمي ستيد       | ليستر تايغرز   |
| ستيوارت روبنسون (v-c) | ويست كوست      | جاك سميث        | نورث غيست بولز |
| أولي مانجيون          | لندن           | غافين والكر (c) | ليستر تايغرز   |
| نيكولاس كامينز        | ليستر تايغرز   | ديفيد روس       | لندن           |
| كيران فلين            | ليستر تايغرز   | دان كيليت       | ويست كوست      |
| جوناثان كوغان         | لندن           | آرون فيليبس     | لندن           |

(c) = القائد (v-c) = نائب القائد
دور المجموعات
المجموعة الأولى
| م | الفريق          | لعب | ف | ت | خ | أ.له | أ.ع | أ.ف | نقاط | التأهل                                      |
| - | --------------- | --- | - | - | - | ---- | --- | --- | ---- | ------------------------------------------- |
| 1 | بريطانيا العظمى | 3   | 3 | 0 | 0 | 163  | 157 | +6  | 6    | خطأ لوا: too many expensive function calls. |
| 2 | أستراليا        | 3   | 2 | 0 | 1 | 163  | 160 | +3  | 4    | خطأ لوا: too many expensive function calls. |
| 3 | فرنسا (H)       | 3   | 1 | 0 | 2 | 155  | 156 | −1  | 2    | خطأ لوا: too many expensive function calls. |
| 4 | الدنمارك        | 3   | 0 | 0 | 3 | 153  | 161 | −8  | 0    | خطأ لوا: too many expensive function calls. |

| أستراليا                                                                         | 55–58 | بريطانيا العظمى                                                                                  |
| -------------------------------------------------------------------------------- | ----- | ------------------------------------------------------------------------------------------------ |
| رايلي بات – 36 كريس بوند – 12 بو فيرنون – 3 إيلا سابلجاك – 1 أندرو إدموندسون – 1 | تقرير | آرون فيبس – 25 ستيوارت روبنسون – 23 غافين ووكر – 3 جوناثان كوغان – 2 جاك سميث – 1 كيران فلين – 1 |

| بريطانيا العظمى                                                                                                 | 55–53 | الدنمارك |
| --- | ----- | --- |
| ستيوارت روبنسون – 26 آرون فيبس – 12 جيمي ستيد – 6 غافين ووكر – 4 نيك كامنز – 3 جوناثان كوغان – 2 كيران فلين – 2 | تقرير | مارك بيترز – 21 سيباستيين فريدريكسن – 12 ليون يورغنسن – 6 جاكوب مورتنسن – 5 كاري موم نيلسن – 5 جيسبر كروغير – 1 |

| فرنسا                                                                         | 49–50 | بريطانيا العظمى                                                |
| ----------------------------------------------------------------------------- | ----- | -------------------------------------------------------------- |
| جوناثان هيفيرنا – 27 سيباستيين فيردين – 8 رودولف جارلان – 5 جوردان دوكريت – 1 | تقرير | آرون فيبس – 21 ستيوارت روبنسون – 15 جاك سميث – 3 جيمي ستيد – 3 |

نصف النهائي
| بريطانيا العظمى                                                                             | 43–50 | الولايات المتحدة                                                                                           |
| ------------------------------------------------------------------------------------------- | ----- | --- |
| ستيوارت روبنسون – 15 جيمي ستيد – 7 آرون فيبس – 7 جاك سميث – 3 كيران فلين – 2 تايلر ووكر – 2 | تقرير | تشاك أوكي – 18 جوش ويلر – 14 سارة آدم – 13 لي فريديت – 1 كلايتون براكيت – 1 جيف بتلر – 1 ميسون سايمونز – 1 |

مباراة الميدالية البرونزية
| أستراليا                                                        | 50–48 | بريطانيا العظمى                                                |
| --------------------------------------------------------------- | ----- | -------------------------------------------------------------- |
| رايلي بات – 28 كريس بوند – 15 بو فيرنون – 3 أندرو إدموندسون – 2 | تقرير | ستيوارت روبنسون – 28 آرون فيبس – 14 جاك سميث – 3 جيمي ستيد – 1 |

## كرة المضرب على الكراسي المتحركة
شاركت بريطانيا العظمى بست رياضيين في كرة المضرب على الكراسي المتحركة بفضل تصنيفهم العالمي 15 يوليو 2024. أُعلن بشكل رسمي عن فريق كرة المضرب المُشارك في الألعاب في 19 يوليو 2024. أُضيف لاحقا أيضا للفريق الثنائي آبي بريكويل وغريغ سليد بعد تلقيهم لبطاقة دعوة من لجنة التوصية.
| الاسم                    | المسابقة                                    | دور 64                              | دور 32                                                    | دور 16                                              | ربع النهائي                                              | نصف النهائي                                         | النهائي / م.ب                                    | النهائي / م.ب |
| الاسم                    | المسابقة                                    | المنافس النتيجة                     | المنافس النتيجة                                           | المنافس النتيجة                                     | المنافس النتيجة                                          | المنافس النتيجة                                     | المنافس النتيجة                                  | الترتيب       |
| ------------------------ | ------------------------------------------- | ----------------------------------- | --------------------------------------------------------- | --------------------------------------------------- | -------------------------------------------------------- | --------------------------------------------------- | ------------------------------------------------ | ------------- |
| بن بارترام               | خطأ لوا: too many expensive function calls. | غويلهيم لاجيت (فرنسا) · ف 6–4، 6–4  | توكيتو أودا (اليابان) · خ 2–6، 6–74–7                     | لم يتقدم                                            | لم يتقدم                                                 | لم يتقدم                                            | لم يتقدم                                         | لم يتقدم      |
| ألفي هيويت               | خطأ لوا: too many expensive function calls. | تقدم تلقائي                         | سيرجي ليسوف (إسرائيل) · ف 6–0، 6–1                        | دايسوكي أراي (اليابان) · ف 7–5، 6–2                 | روبين سبارغارين (هولندا) · ف 6–1، 6–4                    | مارتين دي لا بوينتي (إسبانيا) · ف 6–2، 6–0          | توكيتو أودا (اليابان) · خ 2–6، 6–4، 5–7          | الثاني        |
| غوردون ريد               | خطأ لوا: too many expensive function calls. | تقدم تلقائي                         | سوريش دارماسينا (سريلانكا) · ف 6–0، 6–0                   | تاكويا ميكي (اليابان) · ف 6–1، 6–1                  | غوستافو فيرنانديز (الأرجنتين) · خ 0–6، 6–75–7            | لم يتقدم                                            | لم يتقدم                                         | لم يتقدم      |
| داهنون وارد              | خطأ لوا: too many expensive function calls. | سعيد هيمام (المغرب) · ف 6–3، 7–69–7 | ستيفان هودت (فرنسا) · خ 2–6، 1–6                          | لم يتقدم                                            | لم يتقدم                                                 | لم يتقدم                                            | لم يتقدم                                         | لم يتقدم      |
| بن بارترام داهنون وارد   | خطأ لوا: too many expensive function calls. | —                                   | لحاج بوكارتاشا / سعيد هيمام (المغرب) · ف 6–3، 3–6، [10–5] | توم إيغبيرينك / مايكل شيفرز (هولندا) · خ 2–6، 5–7   | لم يتقدما                                                | لم يتقدما                                           | لم يتقدما                                        | لم يتقدما     |
| ألفي هيويت غوردون ريد    | خطأ لوا: too many expensive function calls. | —                                   | تقدم تلقائي                                               | ألكسندر كاتالدو / برايان تابيا (تشيلي) · ف 6–1، 6–3 | روبين سبارغارين / مارتين تير هوفته (هولندا) · ف 6–2، 6–1 | فريديريك كاتانيو / ستيفان هودت (فرنسا) · ف 6–4، 6–3 | تاكويا ميكي / توكيتو أودا (اليابان) · ف 6–2، 6–1 | الأول         |
| آبي بريكويل              | خطأ لوا: too many expensive function calls. | —                                   | مايلي فيلبس (الولايات المتحدة) · خ 3–6، 4–6               | لم تتقدم                                            | لم تتقدم                                                 | لم تتقدم                                            | لم تتقدم                                         | لم تتقدم      |
| لوسي شوكر                | خطأ لوا: too many expensive function calls. | —                                   | شارلوت فيربانك (فرنسا) · ف 6–4، 7–5                       | لي شياوهوي (الصين) · خ 0–6، 2–6                     | لم تتقدم                                                 | لم تتقدم                                            | لم تتقدم                                         | لم تتقدم      |
| آبي بريكويل لوسي شوكر    | خطأ لوا: too many expensive function calls. | —                                   | جينتي بوس / ليزي دي غريف (هولندا) · خ 2–6، 4—6            | لم تتقدما                                           | لم تتقدما                                                | لم تتقدما                                           | لم تتقدما                                        |               |
| أندرو لابثورني           | فردي الكوادز                                | —                                   | دييغو بيريز (تشيلي) · ف 6–4، 6–3                          | أحمت كابلان (تركيا) · خ 4–6، 6–3، 3–6               | لم يتقدم                                                 | لم يتقدم                                            | لم يتقدم                                         |               |
| غريغ سليد                | فردي الكوادز                                | —                                   | أوغور ألتينيل (تركيا) · ف 6–76–8، 7–67–1، 6–1             | غاي ساسون (إسرائيل) · خ 1—6، 2–6                    | لم يتقدم                                                 | لم يتقدم                                            | لم يتقدم                                         |               |
| أندرو لابثورني غريغ سليد | خطأ لوا: too many expensive function calls. | —                                   | تقدم تلقائي                                               | ليندرو بينا / يمانيكي سيلفا (البرازيل) · ف 6–1، 7–5 | سام شرودر / نيلز فينك (هولندا) · خ 1–6، 1–6              | الثاني                                              |                                                  |               |

## أنظر أيضا
- بريطانيا العظمى في الألعاب البارالمبية